# The Monster Ball Tour
A The Monster Ball Tour Lady Gaga amerikai énekesnő második világ körüli koncertturnéja, amellyel The Fame Monster (2009) című középlemezét népszerűsítette debütáló stúdióalbuma, a The Fame (2008) dalaival kiegészítve. Ez a legnagyobb bevételt hozó turné, amit debütáló előadó valaha elért. „A legelső pop-elektro operaként” jellemzett turnét 2009 októberében jelentették be, miután a rapper Kanye Westtel tervezett közös koncertkörút hirtelen lemondásra került. A The Monster Ball Tour négy nappal a The Fame Monster megjelenése után, 2009 novemberében indult útjára Kanadában és 2011 májusában fejeződött be Mexikóban. A koncertek előtt többek között Kid Cudi, Jason Derulo, a Semi Precious Weapons, és a Scissor Sisters lépett fel felvezető előadóként.
A turné az indulás után néhány hónappal megújításra került, mivel az énekesnő úgy érezte, nagyon rövid idő alatt lett összeállítva az eredeti show. Az eredeti, 2009-es show egy olyan színpadon zajlott, amit Gaga egy betört oldalú TV-ként jellemzett, amibe a közönség közvetlenül beletekinthet. Ahogy a népszerűsített The Fame Monster is Gaga különböző félelmeivel foglalkozik, a turné koncepciója is ehhez kapcsolódott. Központi témája az evolúció volt, melyben Gaga saját fejlődését játszotta el, és felhasználásra kerültek a Westtel közös, lemondott Fame Kills turné egyes elemei is. A 2010–11-es, megújított turné egy az eredetinél jóval nagyobb színpadot használt, és egy komplett kerettörténettel rendelkezett, melyben Gaga és barátai elvesznek New Yorkban, miközben a Monster Ballba („Szörnyek bálja”) vezető utat keresik. A műsor mindkét változata öt felvonásra volt osztva, az utolsó pedig a ráadás volt. Mindegyikben Gaga új ruhákban, a szegmens koncepciójához kapcsolódó dalokat énekelt, amiket egy-egy videós bejátszó követett.
A turné pozitív kritikákat kapott, a kritikusok dicsérték Gaga énekesi képességeit és a koncertek színházi jellegét. A The Monster Ball kereskedelmi siker volt, és a jegyek iránti extra kereslet arra sarkallta a szervezőket, hogy további dátumokkal bővítsék a programsorozatot. A 200 bejelentett koncertből végül 227,4 millió dolláros becsült bevételt hozott, 2,5 milliós látogatottsággal. A 2010-es Billboard Touring Awards-on Gaga elnyerte A legjobb új előadó díjat, valamint A legjobb koncertmarketing & promóció díját. Az HBO készített egy különkiadást a turnéról Gaga 2011. februári New York-i Madison Square Gardenben tartott koncertjeiből. A Lady Gaga Presents the Monster Ball Tour: At Madison Square Garden című, a teljes koncertet dokumentáló, backstage felvételekkel átszőtt filmet 2011 májusában tűzték műsorra, majd 2011. november 21-én DVD-n és Blu-rayen is megjelent.

## Előzmények
Az eredeti tervek szerint Lady Gaga Kanye West R&B énekessel indult volna közös turnéra. A 2009 szeptemberében bejelentett turné a Fame Kills: Starring Kanye West and Lady Gaga (magyarul: A Hírnév Megöl: Főszerepben Kanye West és Lady Gaga) nevet kapta. Kanye West népszerűsége a 2009-es MTV Video Music Awardsos botránya után – a díjátadón elvette a mikrofont A legjobb női videó kategóriában nyert, éppen köszönőbeszédet mondó Taylor Swift kezéből, hogy hangot adjon saját véleményének – nagyot csökkent. Ennek tudható be, hogy azt mondta, egy időre szünetet tart a zenei karrierjében. Ennek ellenére nyilvánosságra hozták a Fame Kills teljes ütemtervét, a turné 2009. november 10-én kezdődött volna az arizonai Phoenixben. Nem sokkal később a turnét hivatalosan, mindenféle magyarázat nélkül törölték. Gaga a Billboard éves „Women in Music” rendezvényén beszélt a helyzetről, ahol kreatív nézeteltérésekre hivatkozott a turné lemondásának okaként. Egy interjúban kijelentette: „[Kanye] most szünetet fog tartani, de a jó hír, hogy én viszont nem.”
Miután biztosította a közönséget, hogy saját turnéra indul, Gaga 2009. október 15-én hivatalosan is bejelentette a The Monster Ball Tourt. A turné 2010 elején, Londonban vette volna kezdetét, később azonban 2009. november 27-ére, Montréalra módosították a turnét nyitó koncert dátumát és helyszínét. Kid Cudi rapper és Jason Derulo énekes megerősítették, hogy a turné felvezető előadói lesznek, Cudi a turné kezdetétől, Derulo pedig 2009. december 28-tól csatlakozott Gagához. A turné hivatalos plakátján Gaga Versace 676 napszemüveget visel és egy „The Orbit” nevű giroszkópban pózol, amely először a Saturday Night Live 2009. október 3-i epizódjában volt látható. A szerkezetet Nasir Mazhar tervezte Gaga saját kreatív produkciós cégével, a Haus of Gagával együttműködve. A turné amerikai szakaszának szponzora a Virgin Mobile USA volt, amely bevezette a „Free I.P.” programot, amely ingyenes koncertjegyeket kínált azoknak a rajongóknak, akik önkéntes munkát végeztek hajléktalan ifjúsági szervezeteknek.

## Az eredeti turné

### Háttér
A Rolling Stone-nak adott interjújában Gaga kifejtette, hogy egy drágán kinéző, gyönyörű show-t akart összeállítani, ami a rajongói számára is megfizethető. A turnét egy „pop-elektro operának” nevezte, mivel a koncert során számos színpadi kelléket használ, és az előadásnak története is van, s ez teszi az operákhoz hasonlóvá a műsort. Elmondása szerint koncertsorozata újító a már megszokott popzenei turnék körében. Gaga a színpadot úgy akarta kialakítani, hogy akárhol is ad koncertet, a nézők ugyanazt a vizuális élményt kapják. Ezt mondta: 
„Egyfajta háromszög alakú elrendezése van [a színpadnak], mint egy gyémánt, […] és az egész egy hatalmas doboz, amely illeszkedik az összes előadáshoz. Szóval nem számít hová megyek, a rajongóim mindig ugyanazt az élményt kapják. […] mikor színházba mész, és a téged körülvevő fények különböző helyekről rád vetülnek, és a közönség különböző pontokon helyezkedik el, a színpad különböző alakban, hosszúságban és mélységben látszódik számukra.. szóval ez [a színpad sajátos kialakítása] annak egy módja, hogy az irányításom alatt tarthassam a fényeket és a show egyéb elemeit is.”
Gaga elmondta azt is, az emberi fejlődés az előadás központi témája, illetve megjelenítésre kerülnek azok a személyes démonok, amelyekkel szembe kellett néznie (amelyekről a turnéval népszerűsített The Fame Monster albumon is énekelt). A turné fejlesztése közben Gaga az eredendő bűnről és az emberekben rejlő démonokról beszélt; „Szóval a fejlődésről beszéltünk, és ez elvezetett minket egyfajta tudományos térbe, és elkezdtünk beszélni az evolúcióról és az emberiség fejlődéséről, és arról, hogy hogyan indulunk el egy dologként, és hogyan válunk egy másikká.” A szörnyek és az evolúció témája szerepet játszott a turné öltözékeiben is, amely Gaga szerint „egy másik szint ahhoz képest, ahol a Fame Ball-lal voltunk. [...] Ez egy igazi művészeti élmény lesz, ami olyan, mint a legnagyszerűbb, poszt-apokaliptikus házibuli, melyen ezidáig voltál.” Bár Gaga kijelentette, hogy inspirálták azok a dolgok, amelyeket ő és West a Fame Kills turnéval csináltak, arra a következtetésre jutott, hogy nem akarja felhasználni azokat a dolgokat, amelyeket együtt terveztek. Később azt mondta, hogy a Fame Kills „a nagy elveszett turné” volt, de megerősítette, hogy néhány elemét beépítették a The Monster Ballba.

Az MTV News-nak adott interjújában Gaga tovább jellemezte a turnét:
„Az elején még csak egy sejt vagyok, aztán a show előrehaladtával fejlődöm, és megváltozom. [...] Ez egy történet arról, hogy hogyan küzdök meg a »szörnyeimmel« [a különféle paranoiákra utal] az utam során. A The Fame és a The Fame Monster összes dalát éneklem. A színpad, amelyet a Haus-zal [kreatív csapatával, a Haus of Gagával] terveztem egy hatalmas kocka [...]. Képzeld el, [...] hogy betöröd egy TV-képernyő negyedik oldalát. Olyan, mintha belenézhetnél egyenesen a TV közepébe. Ez az én módszerem arra, hogy azt mondjam: "A zeném művészet"” – mondta. 
A show jellegéről úgy beszélt, mint ami „részben popzene, részben előadó művészet, részben divatbemutató”. A Paparazzi előadásához Gaga együttműködött Haus of Gaga kreatív partnerével, Matthew "Matty Dada" Williamsszel. Kezdetben más elképzelése volt róla. Dada úgy gondolta, hogy Gagának fonva kellene viselnie a haját, amit Gaga még soha nem csinált korábban. Dada a koncepciót Rapunzel, a mesehősnő kinézetével magyarázta. Úgy érezte, hogy „ez olyasmi, amit az emberek mélyen megértenek. És amikor napszemüveget viselsz egy állványzatdarabon, miközben egy óriási szörny táncol mögötted, megígértem [Gagának], hogy nem úgy fog kinézni, mint Rapunzel.”

### Koncert-összefoglalás
A show a The Fame Monster album egyik számának, a Dance in the Dark-nak dadogós bevezetőjével kezdődik, miközben villódzva elindul a színpadot az egész koncert alatt keretszerűen megvilágító fény. Ezután, diszkós hangzású zenei aláfestés közepette megindul egy egyperces visszaszámlálás a színpad hátterében álló óriási képernyőn, melynek végén Gaga megjelenik a szinte teljesen sötét színpadon. Zöld, hálószerű lézerfény mögött állva Gaga égőkkel kivilágított, ezüst színű ruhájában elkezdi énekelni a Dance in the Dark-ot. A szám vége felé táncosai is megjelennek a színpadon testüket és arcukat elfedő fehér ruhában, zöld fényben világító maszkkal. Gaga egy üvegkockában, kezében gitárszintetizátorral kezdi el énekelni a Just Dance-et. Két, szintén a kockában lévő táncosa felemeli annak tetejére, és itt folytatja az előadást. A számot a kockáról lemászva, – nyolc táncosával együtt – táncolva fejezi be. Egy rövid átvezetővideó után Gaga egy csontvázszerű öltözetben tér vissza a színpadra, egy űrlény koponyájára emlékeztető maszkban. LoveGame című dalát így kezdi el énekelni, majd később leveszi a "koponyát", és "Disco Stick" nevű színpadi kellékével (egy világító fejű pálca) kezd el táncolni. Ezután a LoveGame „Chew Fu” remixére – amelyben Marilyn Manson is vokálozik – táncol és ugrál ökleit rázva. A dalt spárgában fejezi be. Kibújva a "csontvázból", az alatta lévő egyrészes, csúcsos mellrészű, ezüstösen csillogó ruhában folytatja az előadást az Alejandro-val. Miközben énekel, egyik férfi táncosa többször a levegőbe emeli, illetve ráemeli egy a földön fekvő másik férfira.
Egy újabb átvezető videó következik, amelyben egy fekete holló jelenik meg. Ezután Gaga fekete madártollakkal borított ruhában elénekeli Monster című számát, miközben a háttérben egy erdő képe látható vörös háttér előtt. Gaga a táncával a turné kezdete előtt öt hónappal elhunyt Michael Jackson előtt tiszteleg. A soron következő So Happy I Could Die és Teeth című számok előadása alatt Gaga már a tollas ruhát levéve, fekete egyrészes ruhában énekel. A Teeth közben vicsorgó kutyák láthatók a videófalakon. Az ez utáni részben Gaga zongorán ad elő több számot. A Speechless után a Poker Face akusztikus változatát énekeli el; előadás közben többször a magasba emeli egyik lábát, vagy ráteszi a billentyűkre. Kid Cudi váratlanul megjelenik a színpadon, és elénekeli Make Her Say című számát, amely részleteket tartalmaz a Poker Face zongorás változatából. Egy újabb átvezető videó után Gaga arany színű fém ruhában és egyiptomi stílusú, Anubiszt idéző maszkban tér vissza a színpadra. Fashion és The Fame című számai eléneklése után leveszi a maszkot, és a Money Honey-val, illetve a Beautiful, Dirty, Rich-csel folytatja az előadást. A következő részben vörös, lakkbőr bikiniben énekli a Boys, Boys, Boys-t, majd egy fehér fogorvosi székre fekszik. Lábait szétterpesztve, a széken körbe-körbe forogva adja elő Paper Gangsta című dalát, melynek végén a székhez kötözi táncosait. Egy pisztollyal díszített fekete bőrruhában énekeli el a Poker Face-t, ezúttal eredeti verzióban. Az ezt követő átvezetővideóban Gagát különféle művészi, gótikus pózokban láthatjuk, miközben a rajongóival való kapcsolatáról beszél.
Gaga hosszú póthajfonatokkal a hajában tér vissza a színpadra, és elénekli Paparazzi című számát. Előadás közben a magasba emelkedik egy felvonó sínen, miközben táncosai egy-egy hajfonatának végét fogva táncolnak a színpadon. A videófalon csillagok láthatók az előadás alatt, melynek végén Gaga eljátssza a halálát.
Újjászületését szimbolizálja, amikor egy hatalmas giroszkópban, mechanikus köd közepette leereszkedik a magasból. Az Eh, Eh (Nothing Else I Can Say) eléneklése után a giroszkópból kimászva Bad Romance című számát kezdi el énekelni. Előadás közben a '80-as évek által inspirált fehér hosszú nadrágot, és magasított vállrészű fehér dzsekit visel, alatta fekete toppal. A show-t záró videóban Gaga vállára egy szívet tetoválnak, közepén a "Dad" (»Apa«) szóval.

## A turné megújított változata

### Háttér
2009 decemberében Gaga elmondta, hogy felfrissíti a turnéját, és egy teljesen más koncepcióval, és ennek megfelelően új jelmezekkel folytatja azt. Azt mondta, a koncertek megújítására azért van szükség, mert a turné eredeti verziója nagyon rövid idő alatt lett összeállítva. Gaga felidézte, hogy miután ő és West útjai különváltak, nem volt biztos benne, hogy időben össze tudnak-e hozni egy koncertet, de ettől függetlenül szerette volna népszerűsíteni a The Fame Monster-t:
...miután Kanye és én lemondtuk ezt a turnét [a Fame Kills turnét], nem voltam biztos benne, hogy össze tudok hozni időben egy show-t a rajongóimnak, [...]. Nem akartam csalódást okozni nekik, és nem turnézni karácsony idején [...]. Az az érdekes ebben a műsorban, hogy olyasvalamit tudtam összedobni, amit sosem csináltam volna, ha több idő állt volna a rendelkezésemre. [...] A Monster Ball következő verziójára, amely februárban, az Egyesült Királyságban kezdődik, [...] megszabadulok a színpadtól. [...] a színpad körülbelül négyszer nagyobb lesz, mint amit most használunk, és a koncepció is teljesen más lesz. A show business olyasmi, amely teljesen eltűnt az elmúlt 10-15 évben a popzenében. Ezzel vissza fogjuk hozni.
James Montgomery, az MTV munkatársa szerint a megújított show az Óz, a csodák csodája (1939) és a West Side Story (1961) című Broadway-előadások musical adaptációit, a Metropolis (1989) című Broadway-színpadi musicalt és az Angyalok Amerikában (2003) című televíziós minisorozatot idézte.
A londoni Capital FM rádiónak adott interjúban Gaga további részleteket árult el a turné változásairól. Elmondta, hogy a koncertek felépítése egy zenés színházhoz lett hasonló. Számos kortárs és régi zenei darabot is tartalmazott, némelyiket kifejezetten az előadáshoz vették fel újra. Beszélt a Haus of Gaga által tervezett új, „Emma”-nak nevezett gitár-szintetizátoráról is, amelyet először a 2010-es BRIT Awards díjátadón való fellépésekor használt. A KISS-FM-en Ryan Seacrest On Air with Ryan Seacrest című műsorában adott interjúban Gaga kifejtette, hogy a koncertturné még mindig The Monster Ball néven fut, de már inkább musical jellegű, mintsem egy koncert. A középpontjában egy New York-i téma állt; egy olyan történetet mesél el, amelyben Gaga és barátai elutaznak a The Monster Ball-ra („Szörnyek bálja”), de út közben eltévednek.

### Koncert-összefoglalás
Akárcsak a turné eredeti verzióján, a show egy disco-s hangzású zenei mix-szel veszi kezdetét. A színpadot egy szürke vászon takarja el függönyszerűen, amelyen Lady Gagáról láthatunk fekete-fehér művészi képeket, majd megjelenik az énekesnő vászonra vetített alakja. A Dance in the Dark előadása közben Lady Gaga mindössze egy táncoló árnyék képében lép színre. Mozdulataival megidézi Michael Jackson Smooth Criminal klipjének koreográfiáját. A szám végén felemelkedik a „függöny”, és láthatóvá válik a színpadkép, kanyargós tűzlépcsőkkel, neonfeliratokkal - úgy mint “Implants, Sedation, Dentistry” (“Implantátumok, Nyugtatók, Fogászat”), “Sexy Ugly” (“Szexi Rusnyaság”), “Death Cases” (“Halálesetek”), “Injured Children” (“Sebesült gyerekek”), “What the f*ck have you done” (“Mi a f*szt műveltél”), vagy “Hotel Hass”, amely néhány betű időnkénti elsötétülésével a “Hot Ass” (“Jó S*gg”) feliratot adja - és a színpad közepén egy zöld, füstölgő Rolls Royceszal. Az egyik - injekciós tűkkel díszített - tűzlépcsőről lemászva Gaga a kocsi előterében elénekli Glitter and Grease című kiadatlan számát. Előadás közben lila, szögletes vállrészű bőrdzsekit, szemüveget és bőrcsizmát visel. Eközben megjelenik az énekesnő néhány táncosa, akik egyben a koncert kerettörténetének karakterei is. Arról kezdenek el beszélni, mennyire szeretnének eljutni a Monster Ballba, amelyről Gaga ezt mondja Posh nevű barátjának/táncosának: „Tudod, Posh, a Monster Ball szabaddá tesz téged. Ez egy hely, ahol minden csodabogár szabadon mászkál. Ma éjjel, az lehetsz, ami csak akarsz. Mindössze annyit kell tenned, hogy követed a Csillogó utat ("Glitterway"). Gaga felajánlja segítségét a cél eléréséhez. Leveszi dzsekijét, s az alatta lévő foltos, egyrészes ruhában odamegy az autóhoz, majd a motorháztetőt felnyitva elkezd játszani az ott elhelyezett szintetizátoron. Ezután felcsendül a Just Dance nyitómotívuma, és az énekesnő énekelni kezdi a számot. Táncosaival együtt táncolni kezdenek, illetve a színpad kifutóján a rajongókhoz is előre mennek. A szám végén már egy tucatnyi táncos, két gitáros, egy-egy hegedű- és hárfaművész van jelen Gaga mellett a színpadon. Ezt követően, a Beautiful, Dirty, Rich előadása közben az énekesnő felmászik egy épületállványt jelképező fémmászókára, s a közönséghez fordulva azt kiabálja: „vegyétek elő azokat a pisztolyokat, és lőjétek szét a pénzt... nem kell nektek!” A szám elején Gaga egyik táncosa egy lila villámokból álló fejdíszt helyez az énekesnő hajába. A Vanity eléneklése után Gaga egy rövid időre eltűnik a színpadról, majd egy vörös, köpenyszerű ruhában és sisakban tűnik fel újra, a színpad alól felemelkedve. The Fame című dalát "Emma" nevű különleges hangszerén is játszva adja elő, majd ismét elhagyja a színpadot. Gyors díszletváltás történik a következő színhez, s közben egy átvezetővideó látható, amelyben egy lány többször is csillogó, kék folyadékkal hányja le az énekesnőt, aki egy következő jelenetben vérző szemekkel eszeget egy emberi szívet.
Lady Gaga és barátai a történet szerint metróval haladnak tovább útjukon, így Gagát egy New York-i metrókocsit idéző díszletben láthatjuk viszont a színpadon. A kocsi ajtajában állva kezdi el énekelni a LoveGame-et egy szinte teljesen átlátszó, apácaöltözetre emlékeztető műanyagruhában - mellbimbóit X-formában letapasztva -, hozzáillő fejfedőben, és egy csontváz részének tűnő kesztyűben. A táncosok koponyaszerű fejfedőben jelennek meg. A kocsiból kilépve Gagával együtt táncolni kezdenek, miközben előkerül egy az énekesnő minden korábbi fellépésénél látottnál nagyobb "Disco Stick", amellyel odamegy a közönséghez, és megvilágítja arcukat. A dal végén a turné korábbi változatához hasonlóan felcsendül a LoveGame "Chew-Fu" remixe, s közben Gaga férfi-önkielégítést imitál. „Elő a kib*szott f*szotokkal!” - kiabálja a közönségnek. Lady Gaga ezután arról kezd el beszélni, nem tudja merre kell továbbmenniük barátaival, de szerencsére tudja kiket kell megkérdeznie. „A New York-i meleg pasikat!” - kiabálja, majd az előadás a Boys Boys Boys-zal folytatódik, mely alatt Gaga férfitáncosai félmeztelenül, testhez simuló Spandex-nadrágban táncolnak az énekesnővel. Money Honey című számát Gaga fekete latexruhában és maszkban adja elő gitárszintetizátoron, majd levetkőzve szegecses melltartójára és tangájára, elénekli a The Fame Monster album egyetlen, a turné eredeti verzióján nem szereplő számát, a Telephonet. Az előadást a dalhoz készített videókliphez hasonló koreográfia jellemzi. A szám végén Gaga két zenésze egy rockos gitárszólót ad elő, amíg az énekesnő a háttérbe vonul. Ezután a színpad sötétbe borul, és Gagát egyetlen reflektorral megvilágítva, zongorájánál ülve láthatjuk viszont. Brown Eyes című számát a tőle megszokott önfeledt módon adja elő - zongorázás közben guggolva ül a széken, és a billentyűkre többször ráüt magassarkú csizmájával. Ezt követi a Speechless című dal, melynek éneklése közben a zongora lángokba borul. A dal végén Gaga felmászik a hangszer tetejére és hátulról üti le a billentyűket. A zongoraballadák sora a You and I-jal, az énekesnő 2011-ben megjelenő Born This Way című albumának egyik számával zárul. (Néhány koncerten Gaga előadta zongorán Ben E. King Stand By Me című számát, illetve egy alkalommal Living on the Radio című saját, kiadatlan dalát is, amelyben a világszerte ismert popsztár-létből fakadó nehézségeket énekli meg.) Ezután Lady Gagára egy tornádó képét megjelenítő, kúp alakú videófal ereszkedik, majd a Haus of Gaga által tervezett, az Óz, a csodák csodájából ismert Glinda, a jó boszorkány által inspirált „élő ruhában” jelenik meg újra; egy fehér, tündérszárnyakkal díszített öltözékben hosszú, önmagától mozgó uszállyal, és egy tollas fejrésszel, amely hol szétnyílik, hol összezárul. Gaga So Happy I Could Die című dalát énekeli el ebben a jelmezben, a színpad közepén lévő magas emelvényen állva.
Egy rövid videós átvezetés után ismét egy új szín következik; a díszletek ezúttal egy erdő képét jelenítik meg. Lady Gaga egy lámpaernyőre emlékeztető öltözékben jelenik meg szőrös ruhába öltözött táncosaival karöltve. A Monster előadása közben a táncosok egyike leveszi róla a csupán arcát láttató jelmezt, és az alatta lévő tollakkal díszített ruhában folytatja tovább a dal éneklését. Közben többször kezeik magasba emelésére biztatja nézőközönségét „Fel a mancsokkal!” kiáltással. Később táncosai a magasba emelik, majd a földre teszik és körülállják, látszólag megtámadva őt. Miután félreállnak, az énekesnőnek hűlt helye marad a színpadon. Váratlanul Gaga egy fekete egyrészes ruhában ugrik fel a színpad alól, művérrel összekent mellkassal, mintha kitépték volna a szívét. Ezt követi a Teeth előadása, melynek során táncosaival együtt vicsorognak a számtalanszor megismétlődő "Show me your teeth" ("Mutasd a fogaid") szövegrész alatt. Alejandro című számát Gaga a földön fekve kezdi el énekelni, majd a színpadon lévőkkel együtt előad egy látványos koreográfiát. Ezután odamegy a New York-i Central Park Bethesda Fountain-jének másához - egy szökőkút a tetején egy angyal szobrával-, és megmártózik a „véres” vízben, mire az angyal lángolni kezd. Egyik férfi táncosa felemeli, és a színpad előterébe viszi, ahol Gaga a férfi vállán énekel tovább. Majd lemászik róla és elvonul a színpadról, amíg a férfi heves csókolózásba kezd egy másik férfitáncossal. Egy átvezetővideó után - melyben az énekesnő a rajongóival való kapcsolatáról beszél - Gaga egy testhez simuló, leopárdmintás ruhában és hozzáillő admirálissapkában elénekli Poker Face című slágerét. (Más koncerteken egy fekete, ezüstösen csillogó, láncokkal díszített ruhában és kendőben adja elő a számot.)
A koncert utolsó részében a zöld smaragdokból álló ruhába öltözött Gagát megrémült barátai magára hagyják a Monster Ball felé vezető úton, akire egy hatalmas horgászhalalakú szörny támad izzó szemekkel, hatalmas fogakkal, és polipszerű karokkal (a "Fame Monster"). Az énekesnő elkezdi énekelni Paparazzi című számát, miközben a tengeri rém karjaival megpróbálja magával ragadni. Az előadás végén Gaga a melleinél és a lába közti résznél szikrákat szóró ruhába öltözik, majd arra kéri a közönséget, kezdjék el fotózni a szörnyeteget, így segítve őt annak legyőzésében. Az énekesnő végül sikeresen eljut barátaival a bálba. Ezüstszürke bádogruhában, egy giroszkópban állva kezdi el énekelni a show zárószámát, a Bad Romance-et, majd fehér ruhába öltözött táncosaival együtt - akik közül többen ezüst színű bukósisakot viselnek - fergeteges bulizásba kezd a rózsaszínbe borult színpadon. A szám végén egyik kezüket a magasba tartva felveszik a zárópozitúrát, majd a közönség ujjongása közepette egymás mellé állnak és meghajolnak.

## A kritikusok értékelései

### Eredeti műsor
A turné eredeti változata általában pozitív kritikákat kapott a kritikusoktól. Jane Stevenson, a Toronto Sun írója ötből négy csillaggal értékelte a koncertet, és azt írta, Lady Gaga egy magabiztos előadónak és színes egyéniségnek bizonyult. Kiemelte, mekkorát fejlődött a turné az énekesnő első önálló koncertsorozatához, a The Fame Ball Tour-hoz képest. „Nehéz elhinni, hogy mindössze hat hónappal ezelőtt volt [a The Fame Ball egyik koncertje]... Akkor még zenekar sem volt, és a legnagyobb színpadi kellék egy robogó volt. Gaga [a Monster Ballon] kétségkívül sikert aratott ötletes videóival, fényeivel, ruhakölteményeivel, táncosaival, és igen, zenekarával, még így is hogy a színpad sokszor teljes sötétségbe borult az énekesnő számos ruhaváltása alatt.” T'Cha Dunlevy, a The Gazette írója felemás véleményének adott hangot: „Az elemek megvoltak, mégsem állt össze minden. Gaga egy megnyerő előadó, de ezt a koncertet még ki kéne kerekíteni. Ugyanakkor ne felejtsük el, hogy ő még gyakorlatilag újonc ebben. Ezt észben tartva azt mondhatom, számtalan ígéretes dolog volt első aréna-koncertjén. Csak időt kell adni neki, hogy fejlődjön.” Hozzátette, hogy a koncert nem érte el a csúcspontját egészen a végéig, amikor Gaga előadta a Poker Face és a Bad Romance „igazi változatát”... „jobb későn, mint soha.” Aedan Helmer a Jam! magazintól ezt írta: „...úgy tűnhet, hogy a hajtóerő, amely Gagát üstökösként a hírnévre emelte, az a […] jelmezei és a színpadi elemek tervezői […] akik szemmel láthatólag nem ismernek határokat […]. Ám ami tényleg elkülöníti Gagát […] a playbackelő Britney-klónoktól és a tehetségkutatók számtalan feltörekvő előadójától, az az ő tiszta, hamisítatlan zenei tehetsége. […] A Lady tud énekelni!” Kelly Nestruck színházi kritikus a következőt írta a The Guardian-ben. „Habár a The Monster Ball sehol sincs a nagyszabású operákhoz és a zenés színházak aranykorához képest, Lady Gaga „electro-pop operája” legalább kétszer olyan szórakoztató, és sokkal frissebbnek ható, mint bármelyik musical-darab, amelyet az elmúlt évtizedben írtak.” Lauren Carter, a Boston Herald írója méltatta a koncertet és ezt írta: „[Gagának] még csak két albuma van – de kit érdekel?! Minden dal igazi sláger lehetne […]. ...[a koncert után] minden rajongó azzal a véleménnyel tudott hazasétálni, hogy Lady Gaga őrült, briliáns, vagy egyszerre mind a kettő.” Jeremy Adams, a Rolling Stone írója a bostoni Wang Centerben látott koncert után azt írta, Gaga „bebetonozta bimbózófélben lévő státuszát mint előadó művész”.
Aidin Vaziri a San Francisco Chronicle-tól ezt írta: „90 perces előadása során – amely sokkal inkább volt egy aprólékos gonddal megkoreografált látványosság, mint egy élő koncert – Lady Gaga megidézte Kanye Westet futrisztikus díszletével, Britney Spearst erotikus táncával, Courtney Love-ot hosszas dalok közti monológjaival […] és – természetesen – Madonnát, hát, szinte minden egyébbel.” Jim Harrington, a San Jose Mercury News írója szerint a koncert sokkal jobb lett volna technikailag, ha fél órát kihagytak volna az előadásból. James Montgomery az MTV-től elragadtatottan írt a 2009-es San Diegó-i koncertről, és megfogalmazta, hogy úgy érezte, Gaga egy óriási diszkóvá alakította az arénát az este során. Joe Brown a Las Vegas Sun-ban azt írta, hogy „Lady Gaga túlszárnyalta Cher-t, és ezután a Cirque du Soleil és Britney Circus Tour-ja olyan volt, mint egy vidéki karnevál, a Las Vegas-i szilvesztert pedig érdektelenné tette.” A Los Angeles Times írója, Ann Powers szerint a turné egy „üdítően ambiciózus show volt, amelyet a sztár és kiváló táncosai lendületesen vittek véghez.” Jon Pareles a The New York Times-tól ezt írta: „a koncert állandóan gondoskodik egy-egy értékes pillanatképről, hol egy sci-fi tablóról, hol egy szűk, csillogó kosztümről. De az őt körülvevő külsőségeknél még sokkal jobb az, amit Lady Gaga csinál.”

### Megújított változat
A megújult koncerteket szintén elismeréssel fogadták a kritikusok. Mark Savage, a BBC Online munkatársa az első átdolgozott előadást tekintette meg az Egyesült Királyságban. Savage úgy jellemezte a koncertet, mint egy rendkívül ambiciózus, ijesztően harsány műsort, „amely négy felvonásra tagolódik, egy butácska „narratívával”, amely arról szól, hogy Gaga és táncos barátai megpróbálnak eljutni egy buliba”. Az is lenyűgözte, hogy az egész látványt mindössze négy hét alatt hozták össze. A megújított turné montreáli állomásáról hasonlóan pozitív véleménnyel írt James Montogomery, az MTV munkatársa: Eltekintve néhány balfogástól – ami nem meglepő egy ilyen nagyszabású produkciónál – az új Monster Ball egy […] harsány, kitörő siker, amely részben a hamisítatlan látványvilágnak, de legnagyobbrészt Gaga hajthatatlanságának, szellemének és tehetségének köszönhető. Talán ez a csúcseredménye, talán nem, de mindenféleképpen, teljes mértékben megéri elmenni rá. A New York Daily News írója, Jim Farber arra számított, hogy a show teatralitása talán háttérbe szorítja a dalokat, ehelyett azonban úgy érezte, hogy Gaga hangja tökéletes volt, és a koncert valójában „messzire lökte Gagát a nyilvánvaló célja felé – hogy ő legyen a pop királynője.” Glenn Gamboa a Newsday-től azt mondta, hogy Gaga „arra építette hatalmas hírnevét, hogy tudja, hogyan kell látványt teremteni, és közben van tartalma is, hogy ezt megerősítse”. Minden egyes Kermit, a béka figurából készült dzsekire vagy fejdíszre, amely vörös csipkével borította be az arcát, volt egy dübörgő diszkóhimnusz vagy egy gyengéd zongoraballada. Ez az oda-vissza váltás a Monster Ball Tour központi eleme.” Dan Aquilante a New York Posttól kritikusan nyilatkozott a show-ról, „előre megírt, ostoba és fárasztó, egészen Gaga beszédéig". Hozzátette, hogy a 15 jelmez, amit Gaga a több mint kétórás fellépés alatt viselt, „inkább abban segített neki, hogy bebetonozza az erotikus és egzotikus másvilág fogalmát.” A Telegram & Gazette című lapban Craig S. Semon elismerően nyilatkozott a show-ról, és úgy nevezte, hogy „a világot elsöprő bomba és világvége-robbanás, amit látni kell, hogy elhiggyük.”

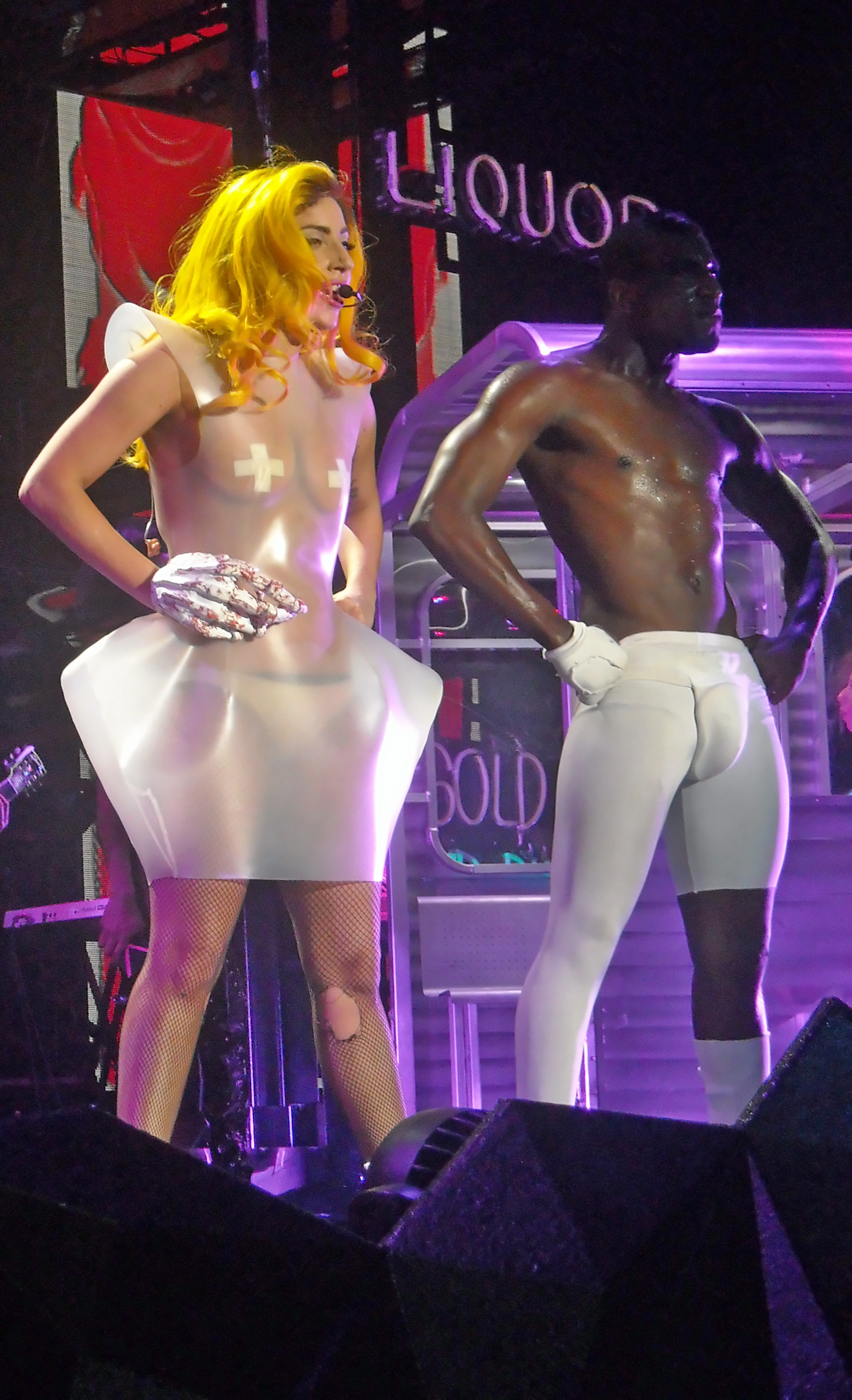
Lady Gaga a Papp László Budapest Sportarénában 2010. november 7-én. Az énekesnő magyarországi koncertje is pozitív visszajelzésekben részesült

Rick Massimo, aki a koncertet a The Providence Journalnak értékelte, azt írta, hogy zenés színházként a Monster Ball nem volt túl izgalmas, de „ha a zenéről van szó, és amikor két órányi dalait végighallgatja az ember, könnyű észrevenni a víziót, az intelligenciát és a komoly dalszerzői tehetséget benne.” Jay N. Miller a The Enterprise-tól le volt nyűgözve a műsorral kapcsolatban, mondván, hogy a zene valahol az indusztriális diszkó és a rockos house zene között van, de „mindig táncolható”. Philip Borof, a Bloomberg Television munkatársa a New York-i Madison Square Gardenben tartott koncertet értékelte, és átlagosnak találta, a különböző jelmezekbe öltözött tömeget pedig a „legszórakoztatóbbnak” nevezte. Mariel Concepción a Billboardtól úgy érezte, hogy Gaga „talán leginkább a kirívó ruháiról és a túlzó színpadi show-iról ismert, de tegnap este szülővárosában, a Madison Square Gardenben tartott első önálló koncertjén a popfenomén bebizonyította, hogy a szíve mélyén egy átlagos lány.” A Seattle Times munkatársa, Marian Liu kijelentette, hogy „az év egyik legjobban várt turnézó előadója, [Gaga] úgy stimulálta a közönség érzékeit szombat este, ahogyan csak kevés előadó képes rá. Látványosságot hozott, és ezt lélekkel egészítette ki.” Jay Hanna, a PerthNow írója rendkívül elragadtatottan írt az egyik ausztráliai koncertről: „...a show tökéletesen megalkotott, előadott és megkoreografált volt. [...] Itt volt egy énekes/táncos, aki horrorisztikus sokkolást nyújtott, valóban énekelt, és igazán tud táncolni – jegyezd meg, Britney: ezt várják az emberek, amikor koncertjegyeket vesznek.” - írta. Az előadás koreográfiáját, illetve az énekesnő és táncosai által viselt jelmezeket pedig Michael Jackson Thriller című számának videóklipjébe vagy a Rocky Horror Picture Show-ba illőnek nevezte. A látványos öltözékeket Daniel Brockman, a Rolling Stone írója, és Clay Cane a Bet.com-tól is a show kiemelkedő elemeinek nevezték, és Prince Purple Rain-klipje mellett Peter Gabrielt, David Bowiet és Madonnát idézőnek találták.
2010. november 7-én Gaga Budapesten is adott koncertet, amely szintén pozitív visszajelzéseket kapott. Babicz Anett, a zene.hu írója ezt mondta: „[Lady Gaga] elképesztő show-t produkált, szavakkal visszaadhatatlan élményt nyújtott egy kisebb városnyi rajongónak, akiknek volt szerencséjük megnézni a művérrel, transzvesztitákkal, profi zenészekkel és táncosokkal megrendezett show-t.” Kontha Dóra, a Magyar Hírlap írója „elgondolkodtatónak” nevezte az énekesnő „lehetetlen” ruháit, de dicsérte az előadott számokat, melyek közül csak a You and I-t tartotta kevésbé „átütőnek”. „Nem véletlenül lelkesednek világszerte a precíz, pörgős, energikus, látványos és hatásvadász The Monster Ball turnéért, de ennyi slágerrel és ilyen technikával ez szinte nem is lehetne másképp.” – írta. Inkei Bence a Quart.hu-tól azt írta, Lady Gaga „műsorába nem igazán lehetett belekötni”, „nagyrészt megkaptunk mindent: merész kosztümöket, szexet, slágereket, csúnyán beszélő Lady Gagát, gondosan adagolt ízléstelenséget”. Bár az énekesnő ruhaváltásait, és az ezzel együtt járó átvezető videókat sokallta, úgy vélte, az énekesnő személye még ezért is kárpótlást nyújtott: „[Lady Gaga] a kezdeti rejtőzködés után egyre többet kommunikált a közönséggel, és az egész viselkedése pont azt a nagypofájú, egomániás csajt idézte, akit a hírekből ismertünk, pedig mondjuk a kisiskolás Kylie Minogue vagy a nyársat nyelt Madonna budapesti fellépése óta tudjuk, hogy ez egyáltalán nem magától értetődő. [...] ...lazán megfelelne a Megasztár zsűrijének, nem egyszer megmutatta, hogy tud ő amolyan Christina Aguilerásan is énekelni, ha kell, másrészt meg egy olyan énekesnőnek tűnt, akinek tényleg fontos a közönsége. [...] ...tényleg úgy viselkedett, mint akinek üzenete van, és amikor már harmadszor jött elő azzal, hogy "mindenki szupersztárnak születik" és "mindannyian jók vagytok valamiben", akkor minden hollywoodias közhelyessége ellenére el lehetett hinni, hogy Lady Gaga tényleg hisz abban, hogy küldetése van.” Papp Sándor Zsigmond, a Népszabadság írója is az énekesnő személyiségének és tehetségének tudta be a show nagyszerűségét: „közvetlenül csacsog magáról, a sikerbe vetett hitéről, az iskolai élményekről, és többször bizonyítja, hogy valóban ő énekel és nem CD-ről jön a hang. Kell is a bizonyíték, mert embertelen munkát végez, táncol, ugrál, öltözik, s közben nem csuklik el a hangja, nem vét, nem esik ki a ritmusból, így aztán, ha teheti, beleszövi Budapestet a szövegekbe. S miközben nincs semmi új az elemekben: a revüket idéző forgatagban, a Michael Jackson Thrillerét felelevenítő látványban, az Iron Maident utánzó szörnyekben, az összhatás mégis egyedi lesz. Gagás. [...] ...azt se mondhatom, hogy ha levakarunk erről a nőről minden látványt, minden show-elemet, akkor nem maradna semmi. Mert akkor is ott állna egy zeneszerző, nem túl bonyolult, mégis hatásos dalokkal, egy énekesnő, nem túl nagy, mégis elegendő hanggal. És megoldaná egy szál zongorával is, legfeljebb félház előtt.”

## Kereskedelmi fogadtatás
Amint bejelentették a koncertek időpontjait, a jegyek iránt nagy volt a kereslet. Az észak-amerikai Monster Ball Tour szponzoraként a Virgin Mobile ügyfelei hozzáférhettek az elővételes jegyekhez. Bob Stohrer, a Virgin Mobile USA marketingért felelős alelnöke elmondta: „Izgatottan várjuk, hogy Lady Gagával és a Monster Ball Tournal való partnerségünket egy újabb szintre emeljük. [...] A fiatalok hajléktalansága elleni küzdelemmel kapcsolatos partnerségünkre is építünk, és tovább javítjuk a turné élményét a rajongók és ügyfeleink számára.” A turné első szakaszának koncertjeire teljesen elkeltek a jegyek, így a Live Nation Inc. bejelentette, hogy Gaga 2011 februárjában visszatér az Egyesült Államokba egy újabb amerikai szakaszra. Az észak-amerikai Monster Ball Tour 2011-es dátumai február 19-én Atlantic Cityben kezdődtek, és április 18-ig tíz aréna dátumot jelentettek be. Később további koncertekkel bővítették a menetrendet, és a Semi Precious Weapons is csatlakozott az énekesnőhöz előzenekarként a turné végéig. A Live Nation Entertainment globális turné részlege, amelynek élén Arthur Fogel elnök áll, a Monster Ball turné szervezője/producere volt.
Fogel megjegyezte, hogy Gagának nincs tapasztalata a turnézással kapcsolatban, és azt mondta, hogy ez egy lehetőség számára. „Ha egy ilyen tehetséges és látásmóddal rendelkező művész felbukkan, az nagy izgalmat kelt, és a jegyeladások világszerte azt mutatják, hogy az emberek nagyon várják a műsort. A következő hónapok során igyekszünk minél több embernek, minél több helyen játszani” – tette hozzá Fogel. „Ez egy mindenre kiterjedő hazafutás.” Az igények nőttek, és a bejelentett útitervet további hat dátummal egészítették ki. Azonnal elkeltek a jegyek a torontói, a vancouveri és a San Jose-i koncertekre is, így kénytelenek voltak minden városban második időpontot is beiktatni. Los Angelesben, hogy a koncertlátogatók a lehető legjobban hozzájuthassanak a jegyekhez, az első előadás árusítása előtt bejelentették egyből a másodikat is. Mindkét Staples Center-koncert teltházas volt. A Billboard becslése szerint a turné 2011-es befejeztével, a bevétel megközelíti a 200 millió dollárt világszerte.
A Radio Cityben tartott utolsó előadás jegybevételét a haiti földrengés megsegítésére ajánlották fel. Gaga 2010. január 26-án, az Elliott Hall of Musicban tartott átütemezett koncertjén bejelentette, hogy mintegy 500 000 dollár gyűlt össze a segélyezésre. A 2010-es Billboard Touring Awards-on Gaga elnyerte A legjobb új előadó díjat, valamint A legjobb koncertmarketing & promóció díját, ez utóbbit a Virgin Mobile-lal való együttműködésének elismeréseként. A Billboard a The Monster Ball Tourt a negyedik helyre helyezte a 2010-es év végi Top 25 turné listáján. Közölték, hogy a turné 122 koncertből 116 millió dolláros bevételt hozott, 1,3 millió nézővel. Az év végére a Pollstar bejelentette, hogy a turné 138 koncertből összesen 133,6 millió dollár bevételt termelt, és ezzel Gaga volt az egyetlen nő, aki bekerült a 2010-es év 10 legjövedelmezőbb turnéjának listájára.
A The Monster Ball Tour legnagyobb bevétele a montreali Bell Centre-ben tartott két koncert volt, amelyek együttesen több mint 10 millió dollárt hoztak. A mexikóvárosi Foro Solban tartott két előadás 111 060 fős közönségével a turné legnagyobb nézőszámát érte el. Gaga koncertje a chicagói United Centerben a harmadik amerikai szakasz legnagyobb bevételt hozó koncertje lett; a 2011. február 28-i előadáson 15 845 eladott jegy után 1,8 millió dollárt keresett. 2011 végén az évi jelentés szerint a The Monster Ball Tour 45 koncertből több mint 70 millió dolláros bevételt hozott. 2011 májusára a turné összesen 227,4 millió dolláros bevételt termelt a 200 bejelentett koncertből, 2,5 milliós közönséget vonzva, és ezzel ez lett a legtöbb bevételt hozó turné debütáló előadótól.

## Felvételek és különkiadás
2011. február 14-én a The Tonight Show with Jay Leno című műsorban Gaga elmondta, hogy az amerikai HBO csatornán műsorra fogják tűzni a The Monster Ball turné egyik koncertjének felvételét. Az HBO a bejelentést követő napon közölte, hogy 2011. május 7-én fog adásba kerülni a koncertfilm Lady Gaga Presents the Monster Ball Tour: At Madison Square Garden címmel, amely 2011. február 21–22-én, a New York-i Madison Square Gardenben került rögzítésre. A magyar HBO egy nappal később, május 8-án tűzte műsorára a felvételt. A filmet Laurieann Gibson rendezte, aki Gaga több klipjének koreográfusa is volt. Az Egyesült Királyságban 2011. május 21-én sugározták a Sky1 csatornán. A koncertfilm nem csak a koncertről készült felvételeket tartalmazza, hanem a koncertet megelőző, és kulisszák mögötti felvételeket is. A film egy fekete-fehér jelenettel végződik, ahol Gaga háttérénekeseivel előadja a Born This Way a capella változatát.
A sugárzás után a különkiadás kritikai elismerést kapott; a kritikusok dicsérték Gaga előadását, de kétségbe vonták őszinteségét a színpadi fecsegések és a koncert előtti jelenetek során. A különkiadás öt jelölést kapott a 63. Primetime Emmy Awards-on: Kiváló Varieté, zenei vagy vígjátéki különkiadás; Kiváló rendezés egy Varieté, zenei vagy vígjátéki különkiadáshoz; Kiváló technikai rendezés, operatőri munka, videovezérlés egy minisorozathoz, filmhez vagy különkiadáshoz; Kiváló képvágás egy különkiadáshoz (egy- vagy többkamerás); és Kiváló világítástervezés/világításrendezés egy Varieté, zenei vagy vígjátéki különkiadáshoz.
A különkiadáshoz megjelent egy videóalbum, amely extra felvételeket, például a capella előadásokat és egy fotóalbumot is tartalmaz. A kiadás 5.1 surround hangzása a DTS-HD Master Audio és új technológia felhasználásával optimális élményt nyújt a nézőnek az élő koncert megtekintéséhez. A hangsúlyt a főzenére és a vokálokra helyezték, miközben a tömeg sikoltozásához és éljenzéséhez igazították őket. A kiadvány kereskedelmi sikert aratott, az Egyesült Államokban, Franciaországban és Olaszországban a zenei DVD-listák élére került, más nemzeteknél pedig az első tízbe. Ausztráliában és Franciaországban dupla platina minősítést kapott, míg az Egyesült Királyságban arany minősítést.
2020. április 9-én a Lady Gaga egyik internetes oldala, a GagaFrontRow megosztott egy közvetlen képernyőfelvételt a 2010. szeptember 14-i philadelphiai show-ról. Ez az első teljes verzió a koncertről, amelyet valaha is nyilvánosságra hoztak, mivel az HBO különkiadásából és az azt követő DVD-ből sok elemet eltávolítottak, köztük az első dal, a Dance in the Dark felét. A teljes koncert megtekinthető a YouTube-on.

## Az előadott dalok listája

### Eredeti változat
Ez a dallista a 2009. november 28-i koncert alapján készült. Nem reprezentálja a turné összes koncertjét.
1. Dance in the Dark
2. Just Dance
3. LoveGame
4. Alejandro
5. Monster
6. So Happy I Could Die
7. Teeth
8. Speechless
9. Poker Face (zongorás változat)
10. Fashion
11. The Fame
12. Money Honey
13. Beautiful, Dirty, Rich
14. Boys Boys Boys
15. Paper Gangsta
16. Poker Face
17. Paparazzi

Ráadás
1. Eh, Eh (Nothing Else I Can Say)
2. Bad Romance

### Megújított változat
Ez a dallista a 2010. augusztus 11-i koncert alapján készült. Nem reprezentálja a turné összes koncertjét.
1. Dance in the Dark
2. Glitter and Grease
3. Just Dance
4. Beautiful, Dirty, Rich
5. Vanity
6. The Fame
7. LoveGame
8. Boys Boys Boys
9. Money Honey
10. Telephone
11. Brown Eyes
12. Speechless
13. You and I
14. So Happy I Could Die
15. Monster
16. Teeth
17. Alejandro
18. Poker Face
19. Paparazzi

Ráadás
1. Bad Romance

## A turné állomásai
| Dátum                | Város            | Ország           | Helyszín                                  | Felvezető előadó                   | Látogatottság                  | Bevétel       |
| Észak-Amerika        | Észak-Amerika    | Észak-Amerika    | Észak-Amerika                             | Észak-Amerika                      | Észak-Amerika                  | Észak-Amerika |
| -------------------- | ---------------- | ---------------- | ----------------------------------------- | ---------------------------------- | ------------------------------ | ------------- |
| 2009. november 27.   | Montréal         | Kanada           | Bell Centre                               | Kid Cudi Semi Precious Weapons     | 12 013 / 12 832                | $564 821      |
| 2009. november 28.   | Toronto          | Kanada           | Air Canada Centre                         | Kid Cudi Semi Precious Weapons     | 12 265 / 12 265                | $619 497      |
| 2009. november 29.   | Ottawa           | Kanada           | Scotiabank Place                          | Kid Cudi Semi Precious Weapons     | 7645 / 7645                    | $375 875      |
| 2009. december 1.    | Boston           | Egyesült Államok | Wang Theatre                              | Kid Cudi Semi Precious Weapons     | 7056 / 7056                    | $385 924      |
| 2009. december 2.    | Boston           | Egyesült Államok | Wang Theatre                              | Kid Cudi Semi Precious Weapons     | 7056 / 7056                    | $385 924      |
| 2009. december 3.    | Camden           | Egyesült Államok | Susquehanna Bank Center                   | Kid Cudi Semi Precious Weapons     | 7143 / 7143                    | $291 295      |
| 2009. december 9.    | Vancouver        | Kanada           | Queen Elizabeth Theatre                   | Kid Cudi Semi Precious Weapons     | 8220 / 8220                    | $479 149      |
| 2009. december 10.   | Vancouver        | Kanada           | Queen Elizabeth Theatre                   | Kid Cudi Semi Precious Weapons     | 8220 / 8220                    | $479 149      |
| 2009. december 11.   | Vancouver        | Kanada           | Queen Elizabeth Theatre                   | Kid Cudi Semi Precious Weapons     | 8220 / 8220                    | $479 149      |
| 2009. december 13.   | San Francisco    | Egyesült Államok | Bill Graham Civic Auditorium              | Kid Cudi Semi Precious Weapons     | 17 000 / 17 000                | $840 960      |
| 2009. december 14.   | San Francisco    | Egyesült Államok | Bill Graham Civic Auditorium              | Kid Cudi Semi Precious Weapons     | 17 000 / 17 000                | $840 960      |
| 2009. december 17.   | Las Vegas        | Egyesült Államok | Pearl Concert Theater                     | N/A                                | N/A                            | N/A           |
| 2009. december 18.   | Las Vegas        | Egyesült Államok | Pearl Concert Theater                     | N/A                                | N/A                            | N/A           |
| 2009. december 19.   | San Diego        | Egyesült Államok | San Diego Sports Arena                    | N/A                                | N/A                            | N/A           |
| 2009. december 21.   | Los Angeles      | Egyesült Államok | Nokia Theatre L.A. Live                   | Kid Cudi Semi Precious Weapons     | 20 559 / 20 559                | $944 680      |
| 2009. december 22.   | Los Angeles      | Egyesült Államok | Nokia Theatre L.A. Live                   | Kid Cudi Semi Precious Weapons     | 20 559 / 20 559                | $944 680      |
| 2009. december 23.   | Los Angeles      | Egyesült Államok | Nokia Theatre L.A. Live                   | Kid Cudi Semi Precious Weapons     | 20 559 / 20 559                | $944 680      |
| 2009. december 27.   | New Orleans      | Egyesült Államok | Lakefront Arena                           | N/A                                | N/A                            | N/A           |
| 2009. december 28.   | Atlanta          | Egyesült Államok | Fabulous Fox Theatre                      | Jason Derulo Semi Precious Weapons | 8897 / 8897                    | $489 849      |
| 2009. december 29.   | Atlanta          | Egyesült Államok | Fabulous Fox Theatre                      | Jason Derulo Semi Precious Weapons | 8897 / 8897                    | $489 849      |
| 2009. december 31.   | Miami            | Egyesült Államok | Knight Theater                            | Jason Derulo Semi Precious Weapons | 9 365 / 9 365                  | $445 933      |
| 2009. december 31.   | Miami Beach      | Egyesült Államok | Fontainebleau Miami Beach                 | N/A                                | N/A                            | N/A           |
| 2010. január 2.      | Miami            | Egyesült Államok | Knight Theater                            | Jason Derulo Semi Precious Weapons | [ a ]                          | [ a ]         |
| 2010. január 3.      | Orlando          | Egyesült Államok | UCF Arena                                 | Jason Derulo Semi Precious Weapons | 6753 / 6785                    | $283 886      |
| 2010. január 7.      | St. Louis        | Egyesült Államok | Fox Theatre                               | Jason Derulo Semi Precious Weapons | N/A                            | N/A           |
| 2010. január 8.      | Rosemont         | Egyesült Államok | Rosemont Theatre                          | Jason Derulo Semi Precious Weapons | 12 712 / 13 032                | $610 177      |
| 2010. január 9       | Rosemont         | Egyesült Államok | Rosemont Theatre                          | Jason Derulo Semi Precious Weapons | 12 712 / 13 032                | $610 177      |
| 2010. január 10.     | Rosemont         | Egyesült Államok | Rosemont Theatre                          | Jason Derulo Semi Precious Weapons | 12 712 / 13 032                | $610 177      |
| 2010. január 12.     | Detroit          | Egyesült Államok | Joe Louis Arena                           | Jason Derulo Semi Precious Weapons | 16 084 / 16 648                | $750 090      |
| 2010. január 13.     | Detroit          | Egyesült Államok | Joe Louis Arena                           | Jason Derulo Semi Precious Weapons | 16 084 / 16 648                | $750 090      |
| 2010. január 20.     | New York City    | Egyesült Államok | Radio City Music Hall                     | Jason Derulo Semi Precious Weapons | 23 684 / 23 684                | $1 360 515    |
| 2010. január 21.     | New York City    | Egyesült Államok | Radio City Music Hall                     | Jason Derulo Semi Precious Weapons | 23 684 / 23 684                | $1 360 515    |
| 2010. január 23.     | New York City    | Egyesült Államok | Radio City Music Hall                     | Jason Derulo Semi Precious Weapons | 23 684 / 23 684                | $1 360 515    |
| 2010. január 24.     | New York City    | Egyesült Államok | Radio City Music Hall                     | Jason Derulo Semi Precious Weapons | 23 684 / 23 684                | $1 360 515    |
| 2010. január 26.     | West Lafayette   | Egyesült Államok | Elliott Hall of Music                     | Jason Derulo Semi Precious Weapons | 5 765 / 5 765                  | $198 893      |
| Európa               |                  |                  |                                           |                                    |                                |               |
| 2010. február 18.    | Manchester       | Anglia           | Manchester Evening News Arena             | Alphabeat Semi Precious Weapons    | 16 764 / 16 909                | $759 233      |
| 2010. február 20.    | Dublin           | Írország         | The O2                                    | Alphabeat Semi Precious Weapons    | 25 194 / 25 194                | $1 225 970    |
| 2010. február 21.    | Dublin           | Írország         | The O2                                    | Alphabeat Semi Precious Weapons    | 25 194 / 25 194                | $1 225 970    |
| 2010. február 22.    | Belfast          | Észak-Írország   | Odyssey Arena                             | Alphabeat Semi Precious Weapons    | 10 038 / 10 038                | $426 986      |
| 2010. február 24.    | Liverpool        | Anglia           | Echo Arena Liverpool                      | Alphabeat Semi Precious Weapons    | N/A                            | N/A           |
| 2010. február 26.    | London           | Anglia           | The O2 Arena                              | Alphabeat Semi Precious Weapons    | 33 636 / 33 636                | $1 564 080    |
| 2010. február 27.    | London           | Anglia           | The O2 Arena                              | Alphabeat Semi Precious Weapons    | 33 636 / 33 636                | $1 564 080    |
| 2010. március 1.     | Glasgow          | Skócia           | Scottish Exhibition and Conference Centre | Alphabeat Semi Precious Weapons    | N/A                            | N/A           |
| 2010. március 3.     | Cardiff          | Wales            | Cardiff International Arena               | Alphabeat Semi Precious Weapons    | N/A                            | N/A           |
| 2010. március 4.     | Newcastle        | Anglia           | Metro Radio Arena                         | Alphabeat Semi Precious Weapons    | N/A                            | N/A           |
| 2010. március 5.     | Birmingham       | Anglia           | LG Arena                                  | Alphabeat Semi Precious Weapons    | N/A                            | N/A           |
| Ázsia-Óceánia        |                  |                  |                                           |                                    |                                |               |
| 2010. március 13.    | Auckland         | Új-Zéland        | Vector Arena                              | Semi Precious Weapons              | 23 084 / 23 936                | $1,056,840    |
| 2010. március 14.    | Auckland         | Új-Zéland        | Vector Arena                              | Semi Precious Weapons              | 23 084 / 23 936                | $1,056,840    |
| 2010. március 17.    | Sydney           | Ausztrália       | Sydney Entertainment Centre               | Semi Precious Weapons              | 35 460 / 35 460                | $2,533,140    |
| 2010. március 18.    | Sydney           | Ausztrália       | Sydney Entertainment Centre               | Semi Precious Weapons              | 35 460 / 35 460                | $2,533,140    |
| 2010. március 20.    | Newcastle        | Ausztrália       | Newcastle Entertainment Centre            | Alphabeat Semi Precious Weapons    | 7 182 / 7 225                  | $527,770      |
| 2010. március 23.    | Melbourne        | Ausztrália       | Rod Laver Arena                           | Semi Precious Weapons              | 39 299 / 39 299                | $2,679,010    |
| 2010. március 24.    | Melbourne        | Ausztrália       | Rod Laver Arena                           | Semi Precious Weapons              | 39 299 / 39 299                | $2,679,010    |
| 2010. március 26.    | Brisbane         | Ausztrália       | Brisbane Entertainment Centre             | Semi Precious Weapons              | 25 222 / 25 476                | $2,065,210    |
| 2010. március 27.    | Brisbane         | Ausztrália       | Brisbane Entertainment Centre             | Semi Precious Weapons              | 25 222 / 25 476                | $2,065,210    |
| 2010. március 29.    | Canberra         | Ausztrália       | AIS Arena                                 | Semi Precious Weapons              | 4990 / 5058                    | $328,569      |
| 2010. április 1.     | Perth            | Ausztrália       | Burswood Dome                             | Semi Precious Weapons              | 18 383 / 22 891                | $1,746,560    |
| 2010. április 3.     | Adelaide         | Ausztrália       | Adelaide Entertainment Centre             | Semi Precious Weapons              | 9186 / 9791                    | $629,515      |
| 2010. április 5.     | Wollongong       | Ausztrália       | WIN Entertainment Centre                  | Semi Precious Weapons              | 5183 / 5746                    | $349,420      |
| 2010. április 7.     | Sydney           | Ausztrália       | Sydney Entertainment Centre               | Semi Precious Weapons              | [ b ]                          | [ b ]         |
| 2010. április 9.     | Melbourne        | Ausztrália       | Rod Laver Arena                           | Semi Precious Weapons              | [ c ]                          | [ c ]         |
| 2010. április 14.    | Kóbe             | Japán            | Kobe World Kinen Hall                     | Far East Movement                  | N/A                            | N/A           |
| 2010. április 15.    | Kóbe             | Japán            | Kobe World Kinen Hall                     | Far East Movement                  | N/A                            | N/A           |
| 2010. április 17.    | Jokohama         | Japán            | Yokohama Arena                            | Far East Movement                  | N/A                            | N/A           |
| 2010. április 18.    | Jokohama         | Japán            | Yokohama Arena                            | Far East Movement                  | N/A                            | N/A           |
| Európa               |                  |                  |                                           |                                    |                                |               |
| 2010. május 7.       | Stockholm        | Svédország       | Ericsson Globe                            | Semi Precious Weapons              | N/A                            | N/A           |
| 2010. május 8.       | Stockholm        | Svédország       | Ericsson Globe                            | Semi Precious Weapons              | N/A                            | N/A           |
| 2010. május 10.      | Hamburg          | Németország      | O2 World Hamburg                          | Semi Precious Weapons              | 7010 / 10 500                  | $600 688      |
| 2010. május 11.      | Berlin           | Németország      | O2 World Berlin                           | Semi Precious Weapons              | N/A                            | N/A           |
| 2010. május 15.      | Arnhem           | Hollandia        | GelreDome XS                              | Semi Precious Weapons              | N/A                            | N/A           |
| 2010. május 17.      | Antwerpen        | Belgium          | Sportpaleis                               | Semi Precious Weapons              | 31 818 / 31 818                | $2 483 340    |
| 2010. május 18.      | Antwerpen        | Belgium          | Sportpaleis                               | Semi Precious Weapons              | 31 818 / 31 818                | $2 483 340    |
| 2010. május 21.      | Párizs           | Franciaország    | Palais Omnisports de Paris-Bercy          | Semi Precious Weapons              | 31 474 / 31 552                | $2 763 340    |
| 2010. május 22.      | Párizs           | Franciaország    | Palais Omnisports de Paris-Bercy          | Semi Precious Weapons              | 31 474 / 31 552                | $2 763 340    |
| 2010. május 24.      | Oberhausen       | Németország      | König Pilsener Arena                      | Semi Precious Weapons              | N/A                            | N/A           |
| 2010. május 25.      | Strasbourg       | Franciaország    | Zénith de Strasbourg                      | Semi Precious Weapons              | N/A                            | N/A           |
| 2010. május 27.      | Nottingham       | Anglia           | Trent FM Arena                            | Semi Precious Weapons              | N/A                            | N/A           |
| 2010. május 28.      | Birmingham       | Anglia           | LG Arena                                  | Semi Precious Weapons              | N/A                            | N/A           |
| 2010. május 30.      | London           | Anglia           | The O2 Arena                              | Semi Precious Weapons              | 34 159 / 34 176                | $3 057 250    |
| 2010. május 31.      | London           | Anglia           | The O2 Arena                              | Semi Precious Weapons              | 34 159 / 34 176                | $3 057 250    |
| 2010. június 2.      | Manchester       | Anglia           | Manchester Evening News Arena             | Semi Precious Weapons              | 23 563 / 23 563                | $2 247 800    |
| 2010. június 3.      | Manchester       | Anglia           | Manchester Evening News Arena             | Semi Precious Weapons              | 23 563 / 23 563                | $2 247 800    |
| 2010. június 4.      | Sheffield        | Anglia           | Motorpoint Arena                          | Semi Precious Weapons              | N/A                            | N/A           |
| Észak-Amerika        |                  |                  |                                           |                                    |                                |               |
| 2010. június 28.     | Montreal         | Kanada           | Bell Centre                               | Semi Precious Weapons              | 16 036 / 16 036                | $1 686 050    |
| 2010. július 1.      | Boston           | Egyesült Államok | TD Garden                                 | Semi Precious Weapons              | N/A                            | N/A           |
| 2010. július 2.      | Boston           | Egyesült Államok | TD Garden                                 | Semi Precious Weapons              | N/A                            | N/A           |
| 2010. július 4.      | Atlantic City    | Egyesült Államok | Boardwalk Hall                            | Semi Precious Weapons              | 13 335 / 13 335                | $1 824 963    |
| 2010. július 6.      | New York City    | Egyesült Államok | Madison Square Garden                     | Semi Precious Weapons              | 45 461 / 45 461                | $5 083 454    |
| 2010. július 7.      | New York City    | Egyesült Államok | Madison Square Garden                     | Semi Precious Weapons              | 45 461 / 45 461                | $5 083 454    |
| 2010. július 9.      | New York City    | Egyesült Államok | Madison Square Garden                     | Semi Precious Weapons              | 45 461 / 45 461                | $5 083 454    |
| 2010. július 11.     | Toronto          | Kanada           | Air Canada Centre                         | Semi Precious Weapons              | N/A                            | N/A           |
| 2010. július 12.     | Toronto          | Kanada           | Air Canada Centre                         | Semi Precious Weapons              | N/A                            | N/A           |
| 2010. július 14.     | Cleveland        | Egyesült Államok | Quicken Loans Arena                       | Semi Precious Weapons              | 16 044 / 16 044                | $1 719 165    |
| 2010. július 15.     | Indianapolis     | Egyesült Államok | Conseco Fieldhouse                        | Semi Precious Weapons              | N/A                            | N/A           |
| 2010. július 17.     | St. Louis        | Egyesült Államok | Scottrade Center                          | Semi Precious Weapons              | N/A                            | N/A           |
| 2010. július 20.     | Oklahoma City    | Egyesült Államok | Chesapeake Energy Arena                   | Semi Precious Weapons              | N/A                            | N/A           |
| 2010. július 22.     | Dallas           | Egyesült Államok | American Airlines Center                  | Semi Precious Weapons              | 25 955 / 28 073                | $2 965 424    |
| 2010. július 23.     | Dallas           | Egyesült Államok | American Airlines Center                  | Semi Precious Weapons              | 25 955 / 28 073                | $2 965 424    |
| 2010. július 25.     | Houston          | Egyesült Államok | Toyota Center                             | Semi Precious Weapons              | N/A                            | N/A           |
| 2010. július 26.     | Houston          | Egyesült Államok | Toyota Center                             | Semi Precious Weapons              | N/A                            | N/A           |
| 2010. július 28.     | Denver           | Egyesült Államok | Pepsi Center                              | Semi Precious Weapons              | N/A                            | N/A           |
| 2010. július 31.     | Phoenix          | Egyesült Államok | US Airways Center                         | Semi Precious Weapons              | N/A                            | N/A           |
| 2010. augusztus 3.   | Kansas City      | Egyesült Államok | Sprint Center                             | Semi Precious Weapons              | N/A                            | N/A           |
| 2010. augusztus 6.   | Chicago          | Egyesült Államok | Grant Park                                | N/A                                | N/A                            | N/A           |
| 2010. augusztus 11.  | Los Angeles      | Egyesült Államok | Staples Center                            | Semi Precious Weapons              | 29 211 / 29 593                | $3 532 782    |
| 2010. augusztus 12.  | Los Angeles      | Egyesült Államok | Staples Center                            | Semi Precious Weapons              | 29 211 / 29 593                | $3 532 782    |
| 2010. augusztus 13.  | Las Vegas        | Egyesült Államok | MGM Grand Garden Arena                    | Semi Precious Weapons              | N/A                            | N/A           |
| 2010. augusztus 16.  | San Jose         | Egyesült Államok | HP Pavilion                               | Semi Precious Weapons              | N/A                            | N/A           |
| 2010. augusztus 17.  | San Jose         | Egyesült Államok | HP Pavilion                               | Semi Precious Weapons              | N/A                            | N/A           |
| 2010. augusztus 19.  | Portland         | Egyesült Államok | Rose Garden                               | Semi Precious Weapons              | 13 149 / 13 149                | $1 386 255    |
| 2010. augusztus 21.  | Tacoma           | Egyesült Államok | Tacoma Dome                               | Semi Precious Weapons              | N/A                            | N/A           |
| 2010. augusztus 23.  | Vancouver        | Kanada           | Rogers Arena                              | Semi Precious Weapons              | N/A                            | N/A           |
| 2010. augusztus 24.  | Vancouver        | Kanada           | Rogers Arena                              | Semi Precious Weapons              | N/A                            | N/A           |
| 2010. augusztus 26.  | Edmonton         | Kanada           | Rexall Place                              | Semi Precious Weapons              | 28 282 / 28 282                | $2 794 870    |
| 2010. augusztus 27.  | Edmonton         | Kanada           | Rexall Place                              | Semi Precious Weapons              | 28 282 / 28 282                | $2 794 870    |
| 2010. augusztus 30.  | Saint Paul       | Egyesült Államok | Xcel Energy Center                        | Semi Precious Weapons              | N/A                            | N/A           |
| 2010. augusztus 31.  | Saint Paul       | Egyesült Államok | Xcel Energy Center                        | Semi Precious Weapons              | N/A                            | N/A           |
| 2010. szeptember 2.  | Milwaukee        | Egyesült Államok | Bradley Center                            | Semi Precious Weapons              | N/A                            | N/A           |
| 2010. szeptember 4.  | Auburn Hills     | Egyesült Államok | The Palace of Auburn Hills                | Semi Precious Weapons              | N/A                            | N/A           |
| 2010. szeptember 5.  | Pittsburgh       | Egyesült Államok | Consol Energy Center                      | Semi Precious Weapons              | N/A                            | N/A           |
| 2010. szeptember 7.  | Washington, D.C. | Egyesült Államok | Verizon Center                            | Semi Precious Weapons              | 14 528 / 14 528                | $1 646 434    |
| 2010. szeptember 8.  | Charlottesville  | Egyesült Államok | John Paul Jones Arena                     | Semi Precious Weapons              | N/A                            | N/A           |
| 2010. szeptember 14. | Philadelphia     | Egyesült Államok | Wells Fargo Center                        | Semi Precious Weapons              | 30 487 / 30 487                | $3 299 707    |
| 2010. szeptember 15. | Philadelphia     | Egyesült Államok | Wells Fargo Center                        | Semi Precious Weapons              | 30 487 / 30 487                | $3 299 707    |
| 2010. szeptember 16. | Hartford         | Egyesült Államok | XL Center                                 | Semi Precious Weapons              | N/A                            | N/A           |
| 2010. szeptember 18. | Charlotte        | Egyesült Államok | Time Warner Cable Arena                   | Semi Precious Weapons              | N/A                            | N/A           |
| 2010. szeptember 19. | Raleigh          | Egyesült Államok | RBC Center                                | Semi Precious Weapons              | N/A                            | N/A           |
| Európa               |                  |                  |                                           |                                    |                                |               |
| 2010. október 13.    | Helsinki         | Finnország       | Hartwall Arena                            | N/A                                | 20 848 / 20 848                | $1 917 300    |
| 2010. október 14.    | Helsinki         | Finnország       | Hartwall Arena                            | N/A                                | 20 848 / 20 848                | $1 917 300    |
| 2010. október 16.    | Oslo             | Norvégia         | Oslo Spektrum                             | N/A                                | 19 000 / 19 000                | $1 900 000    |
| 2010. október 17.    | Oslo             | Norvégia         | Oslo Spektrum                             | N/A                                | 19 000 / 19 000                | $1 900 000    |
| 2010. október 20.    | Herning          | Dánia            | Jyske Bank Boxen                          | N/A                                | 11 000 / 11 000                | $1 342 000    |
| 2010. október 26.    | Dublin           | Írország         | The O2                                    | N/A                                | 37 676 / 37 676                | $3 943 342    |
| 2010. október 27.    | Dublin           | Írország         | The O2                                    | N/A                                | 37 676 / 37 676                | $3 943 342    |
| 2010. október 29.    | Dublin           | Írország         | The O2                                    | N/A                                | 37 676 / 37 676                | $3 943 342    |
| 2010. október 30.    | Belfast          | Észak-Írország   | Odyssey Arena                             | N/A                                | N/A                            | N/A           |
| 2010. november 1.    | Belfast          | Észak-Írország   | Odyssey Arena                             | N/A                                | N/A                            | N/A           |
| 2010. november 2.    | Belfast          | Észak-Írország   | Odyssey Arena                             | N/A                                | N/A                            | N/A           |
| 2010. november 5.    | Zágráb           | Horvátország     | Arena Zagreb                              | N/A                                | 16 968 / 16 968                | $1 484 755    |
| 2010. november 7.    | Budapest         | Magyarország     | Budapest Sportaréna                       | N/A                                | 13 000 / 13 000                | $1 105 000    |
| 2010. november 9.    | Torino           | Olaszország      | Torino Palasport Olimpico                 | N/A                                | N/A                            | N/A           |
| 2010. november 11.   | Bécs             | Ausztria         | Wiener Stadthalle                         | N/A                                | 11 100 / 11 100                | $1 331 953    |
| 2010. november 14.   | Zürich           | Svájc            | Hallenstadion                             | N/A                                | 27 200 / 27 200                | $3 025 800    |
| 2010. november 15.   | Zürich           | Svájc            | Hallenstadion                             | N/A                                | 27 200 / 27 200                | $3 025 800    |
| 2010. november 17.   | Prága            | Csehország       | O2 Arena                                  | N/A                                | 17 000 / 17 000                | $1 400 000    |
| 2010. november 19.   | Malmö            | Svédország       | Malmö Arena                               | N/A                                | N/A                            | N/A           |
| 2010. november 22.   | Antwerpen        | Belgium          | Sportpaleis                               | N/A                                | 31 941 / 31 941                | $2 772 040    |
| 2010. november 23.   | Antwerpen        | Belgium          | Sportpaleis                               | N/A                                | 31 941 / 31 941                | $2 772 040    |
| 2010. november 26.   | Gdańsk           | Lengyelország    | Ergo Arena                                | N/A                                | 15 000 / 15 000                | $1 350 000    |
| 2010. november 29.   | Rotterdam        | Hollandia        | Sporttpaleis van Ahoy                     | N/A                                | N/A                            | N/A           |
| 2010. november 30.   | Rotterdam        | Hollandia        | Sporttpaleis van Ahoy                     | N/A                                | N/A                            | N/A           |
| 2010. december 2.    | Lyon             | Franciaország    | Halle Tony Garnier                        | N/A                                | N/A                            | N/A           |
| 2010. december 4.    | Milánó           | Olaszország      | Mediolanum Forum                          | N/A                                | N/A                            | N/A           |
| 2010. december 5.    | Milánó           | Olaszország      | Mediolanum Forum                          | N/A                                | N/A                            | N/A           |
| 2010. december 7.    | Barcelona        | Spanyolország    | Palau Sant Jordi                          | N/A                                | N/A                            | N/A           |
| 2010. december 10.   | Lisszabon        | Portugália       | Pavilhão Atlântico                        | N/A                                | 16 000 / 16 000                | $1 400 000    |
| 2010. december 12.   | Madrid           | Spanyolország    | Palacio de Deportes                       | N/A                                | N/A                            | N/A           |
| 2010. december 16.   | London           | Anglia           | The O2 Arena                              | N/A                                | N/A                            | N/A           |
| 2010. december 17.   | London           | Anglia           | The O2 Arena                              | N/A                                | N/A                            | N/A           |
| 2010. december 20.   | Párizs           | Franciaország    | Palais Omnisports de Paris-Bercy          | N/A                                | N/A                            | N/A           |
| 2010. december 21.   | Párizs           | Franciaország    | Palais Omnisports de Paris-Bercy          | N/A                                | N/A                            | N/A           |
| Észak-Amerika        |                  |                  |                                           |                                    |                                |               |
| 2011. február 19.    | Atlantic City    | Egyesült Államok | Boardwalk Hall                            | Scissor Sisters                    | 13 492 / 13 492                | $1 609 752    |
| 2011. február 21.    | New York City    | Egyesült Államok | Madison Square Garden                     | Scissor Sisters                    | 28 949 / 28 949                | $3 211 580    |
| 2011. február 22.    | New York City    | Egyesült Államok | Madison Square Garden                     | Scissor Sisters                    | 28 949 / 28 949                | $3 211 580    |
| 2011. február 24.    | Washington, D.C. | Egyesült Államok | Verizon Center                            | Scissor Sisters                    | 15 080 / 15 080                | $1 670 331    |
| 2011. február 26.    | Pittsburgh       | Egyesült Államok | Consol Energy Center                      | Scissor Sisters                    | 14 713 / 14 713                | $1 554 415    |
| 2011. február 28.    | Chicago          | Egyesült Államok | United Center                             | Scissor Sisters                    | 15 845 / 15 845                | $1 801 457    |
| 2011. március 1.     | Grand Rapids     | Egyesült Államok | Van Andel Arena                           | Scissor Sisters                    | 11 992 / 11 992                | $1 227 096    |
| 2011. március 3.     | Toronto          | Kanada           | Air Canada Centre                         | Scissor Sisters                    | 16 488 / 16 488                | $1 887 085    |
| 2011. március 4.     | Buffalo          | Egyesült Államok | HSBC Arena                                | Scissor Sisters                    | 15 512 / 15 512                | $1 580 602    |
| 2011. március 6.     | Ottawa           | Kanada           | Scotiabank Place                          | Scissor Sisters                    | 14 250 / 14 250                | $1 515 657    |
| 2011. március 8.     | Boston           | Egyesült Államok | TD Garden                                 | Scissor Sisters                    | 14 361 / 14 361                | $1 525 663    |
| 2011. március 10.    | Columbus         | Egyesült Államok | Schottenstein Center                      | Scissor Sisters                    | 13 229 / 13 229                | $1 369 378    |
| 2011. március 12.    | Louisville       | Egyesült Államok | KFC Yum! Center                           | Scissor Sisters                    | 17 270 / 17 270                | $1 678 962    |
| 2011. március 14.    | Dallas           | Egyesült Államok | American Airlines Center                  | Scissor Sisters                    | 13 546 / 13 546                | $1 369 067    |
| 2011. március 15.    | San Antonio      | Egyesült Államok | AT&T Center                               | Scissor Sisters                    | 14 257 / 14 257                | $1 462 754    |
| 2011. március 17.    | Omaha            | Egyesült Államok | Qwest Center Omaha                        | Scissor Sisters                    | 15 313 / 15 313                | $1 606 232    |
| 2011. március 19.    | Salt Lake City   | Egyesült Államok | EnergySolutions Arena                     | Scissor Sisters                    | 14 385 / 14 385                | $1 313 005    |
| 2011. március 22.    | Oakland          | Egyesült Államok | Oracle Arena                              | Scissor Sisters                    | 15 913 / 15 913                | $1 563 797    |
| 2011. március 23.    | Sacramento       | Egyesült Államok | ARCO Arena                                | Scissor Sisters                    | 14 285 / 14 285                | $1 302 951    |
| 2011. március 25.    | Las Vegas        | Egyesült Államok | MGM Grand Garden Arena                    | Scissor Sisters                    | 14 119 / 14 119                | $1 712 826    |
| 2011. március 26.    | Phoenix          | Egyesült Államok | US Airways Center                         | Scissor Sisters                    | 14 166 / 14 166                | $1 386 115    |
| 2011. március 28.    | Los Angeles      | Egyesült Államok | Staples Center                            | Scissor Sisters                    | 14 883 / 14 883                | $1 555 784    |
| 2011. március 29.    | San Diego        | Egyesült Államok | Viejas Arena                              | Scissor Sisters                    | 9655 / 9655                    | $1 147 055    |
| 2011. március 31.    | Anaheim          | Egyesült Államok | Honda Center                              | Scissor Sisters                    | 13 026 / 13 026                | $1 380 353    |
| 2011. április 4.     | Tulsa            | Egyesült Államok | BOK Center                                | Semi Precious Weapons              | 13 710 / 13 710                | $1 322 897    |
| 2011. április 6.     | Austin           | Egyesült Államok | Frank Erwin Center                        | Semi Precious Weapons              | 12 904 / 12 904                | $1 295 938    |
| 2011. április 8.     | Houston          | Egyesült Államok | Toyota Center                             | Semi Precious Weapons              | 13 412 / 13 412                | $1 401 330    |
| 2011. április 9.     | New Orleans      | Egyesült Államok | New Orleans Arena                         | Semi Precious Weapons              | 13 513 / 13 513                | $1 392 998    |
| 2011. április 12.    | Sunrise          | Egyesült Államok | BankAtlantic Center                       | Semi Precious Weapons              | 13 398 / 13 398                | $1 442 679    |
| 2011. április 13.    | Miami            | Egyesült Államok | American Airlines Arena                   | Semi Precious Weapons              | 14 695 / 14 695                | $1 573 090    |
| 2011. április 15.    | Orlando          | Egyesült Államok | Amway Center                              | Semi Precious Weapons              | 13 451 / 13 451                | $1 460 286    |
| 2011. április 16.    | Tampa            | Egyesült Államok | St. Pete Times Forum                      | Semi Precious Weapons              | 15 134 / 15 134                | $1 506 017    |
| 2011. április 18.    | Duluth           | Egyesült Államok | Arena at Gwinnett Center                  | Semi Precious Weapons              | 10 864 / 10 864                | $1 173 392    |
| 2011. április 19.    | Nashville        | Egyesült Államok | Bridgestone Arena                         | Semi Precious Weapons              | 14 925 / 14 925                | $1 485 607    |
| 2011. április 22.    | Newark           | Egyesült Államok | Prudential Center                         | Semi Precious Weapons              | 14 809 / 14 809                | $1 500 885    |
| 2011. április 23.    | Uniondale        | Egyesült Államok | Nassau Coliseum                           | Semi Precious Weapons              | 13 195 / 13 195                | $1 393 404    |
| 2011. április 25.    | Montreal         | Kanada           | Bell Centre                               | Semi Precious Weapons              | 16 417 / 16 417                | $1 765 492    |
| 2011. április 27.    | Cleveland        | Egyesült Államok | Quicken Loans Arena                       | Semi Precious Weapons              | 14 857 / 14 857                | $1 499 897    |
| 2011. május 3.       | Guadalajara      | Mexikó           | Estadio Tres de Marzo                     | Semi Precious Weapons              | 29 047 / 29 047                | $2 559 232    |
| 2011. május 5.       | Mexikóváros      | Mexikó           | Foro Sol                                  | Semi Precious Weapons              | 111 060 / 111 060              | $6 699 708    |
| 2011. május 6.       | Mexikóváros      | Mexikó           | Foro Sol                                  | Semi Precious Weapons              | 111 060 / 111 060              | $6 699 708    |
| Totál                | Totál            | Totál            | Totál                                     | Totál                              | 1 583 999 / 1 598 857 (99,04%) | $137 346 115  |

## Galéria a turné megújított változatáról

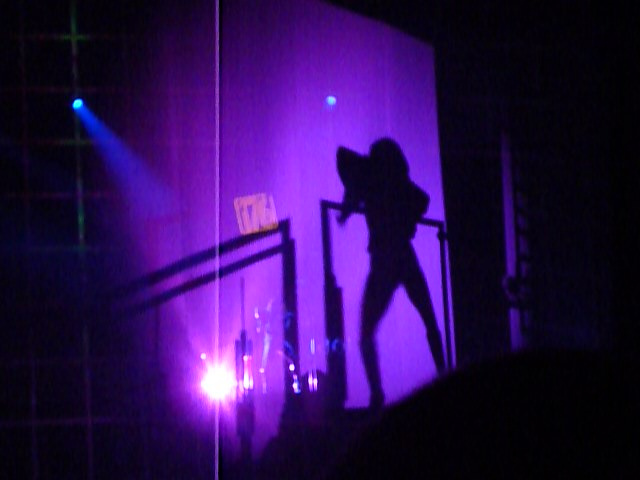
Dance in the Dark
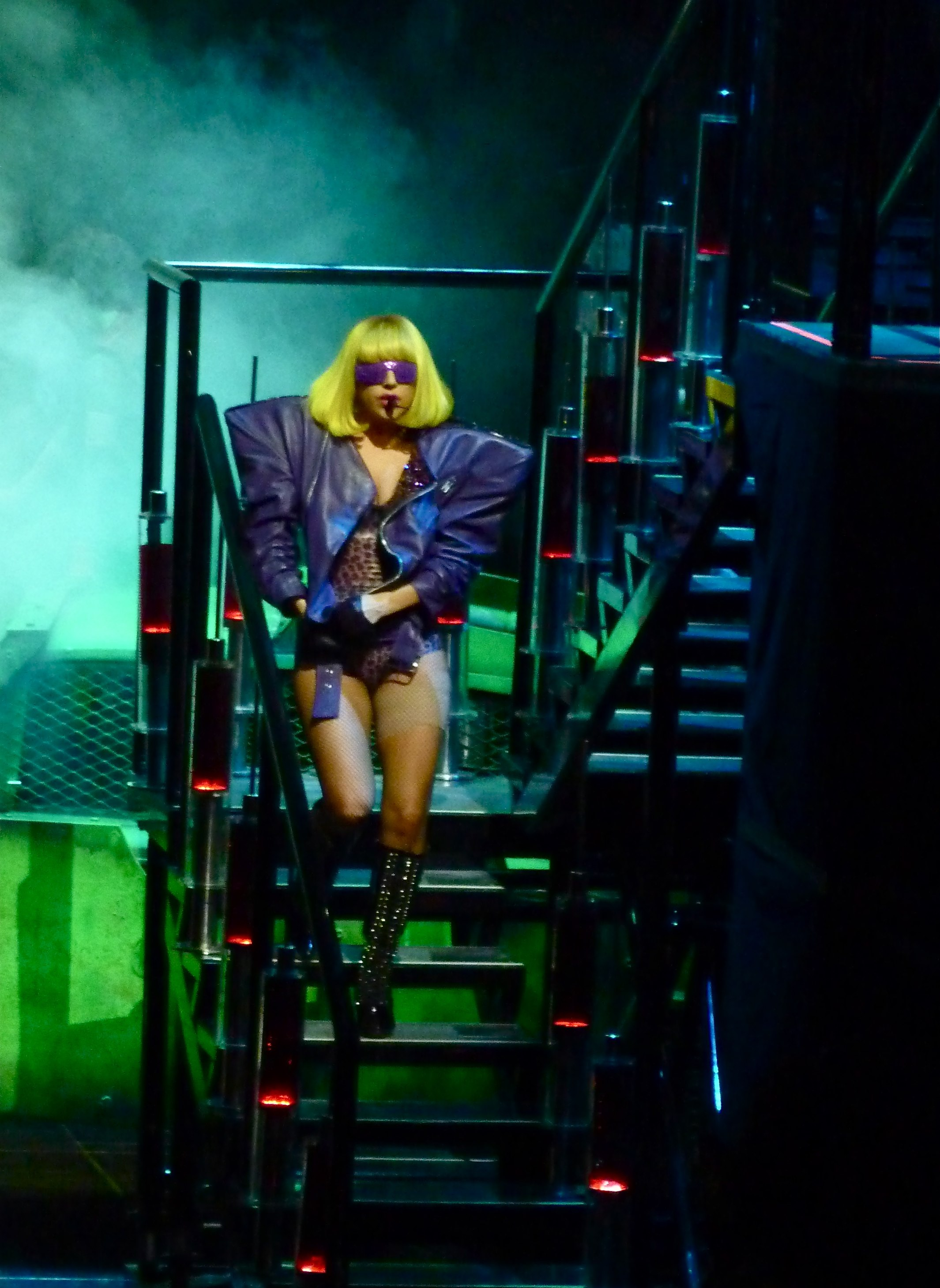
Glitter and Grease
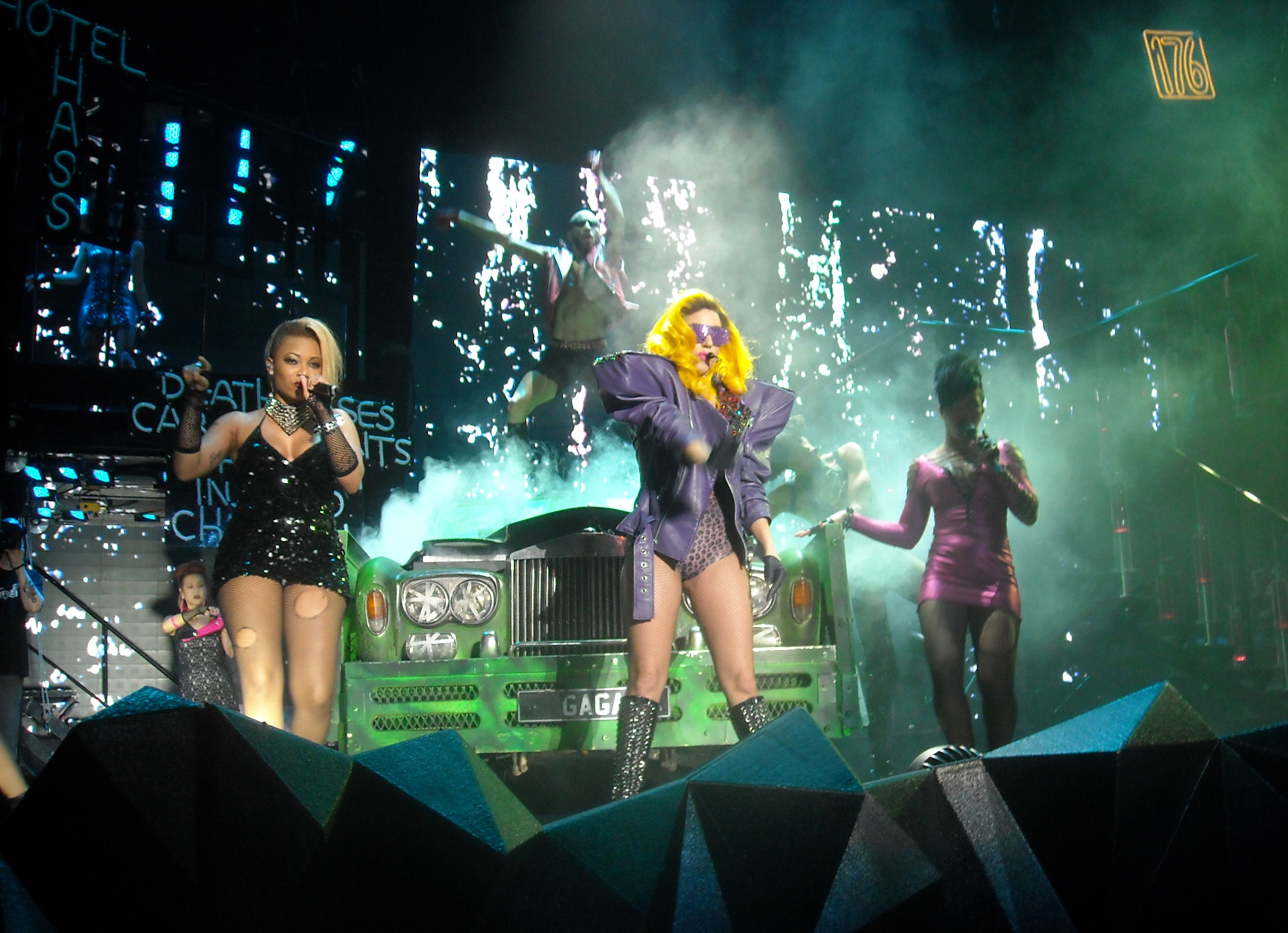
Just Dance
Beautiful, Dirty, Rich
Vanity
The Fame
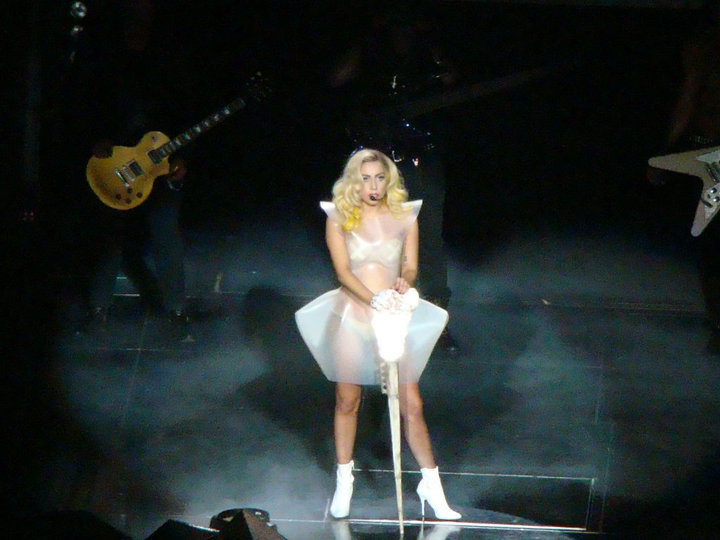
LoveGame
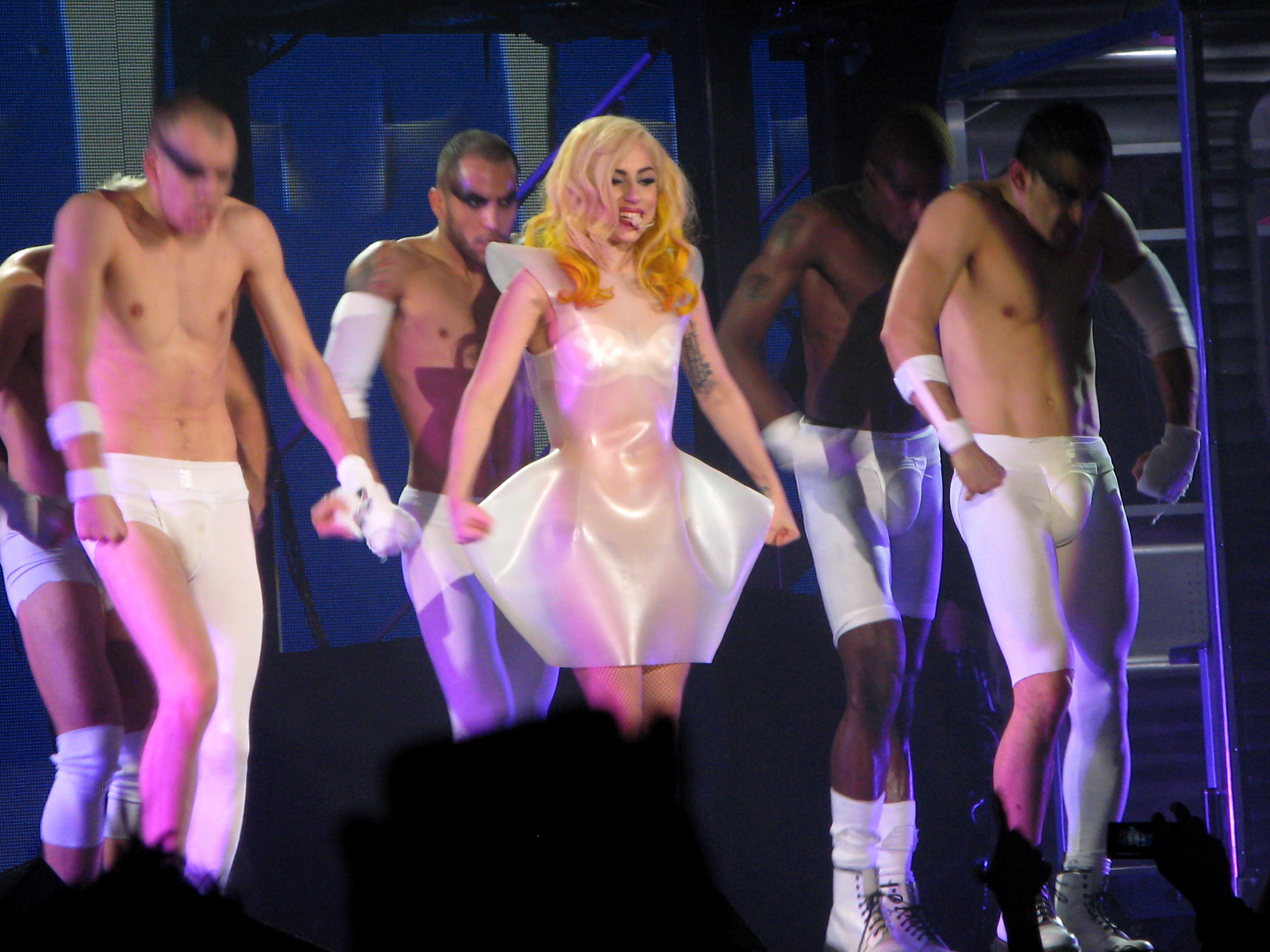
Boys Boys Boys
Telephone
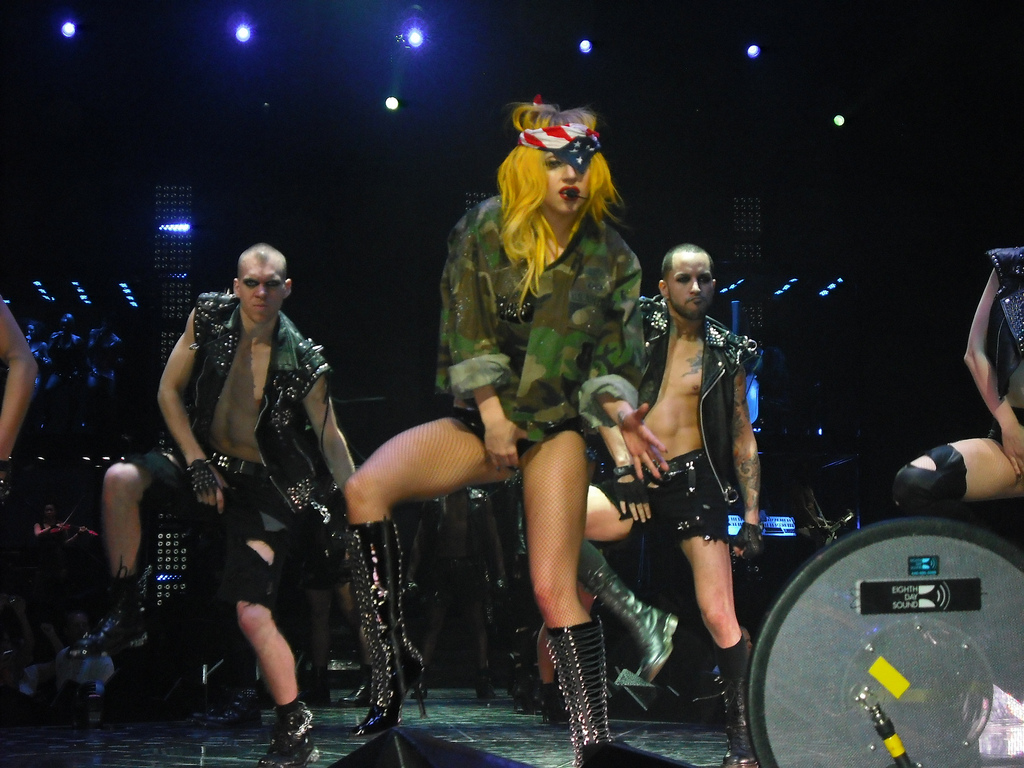
Speechless
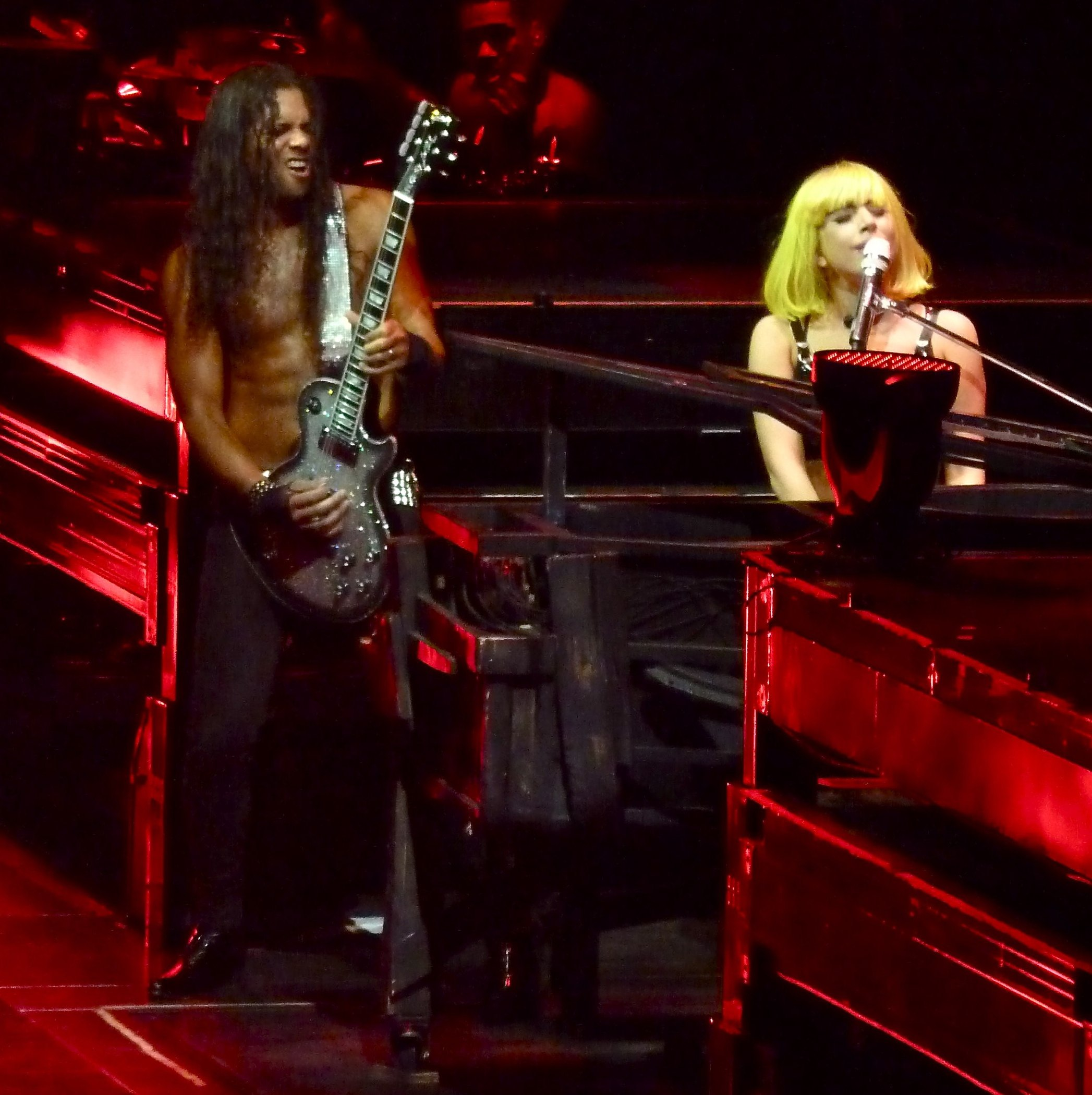
You and I
So Happy I Could Die
Monster
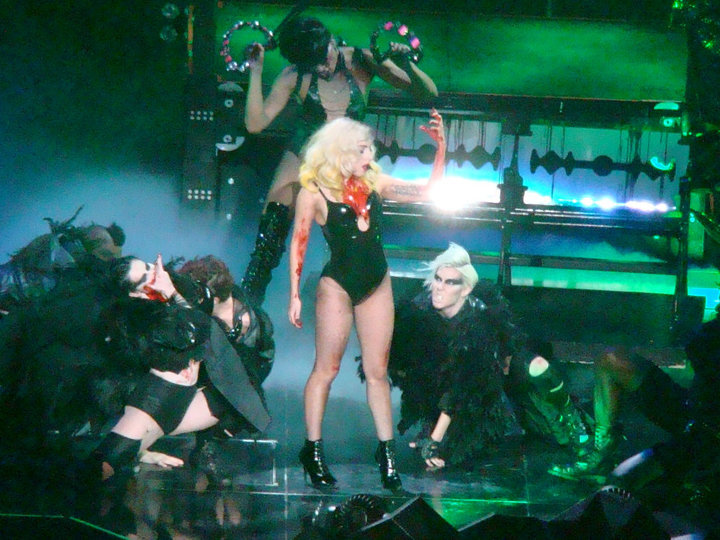
Teeth
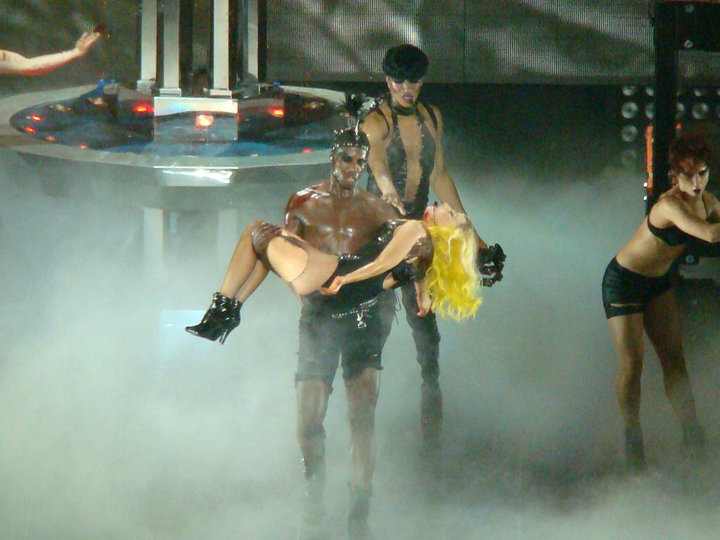
Alejandro
Poker Face
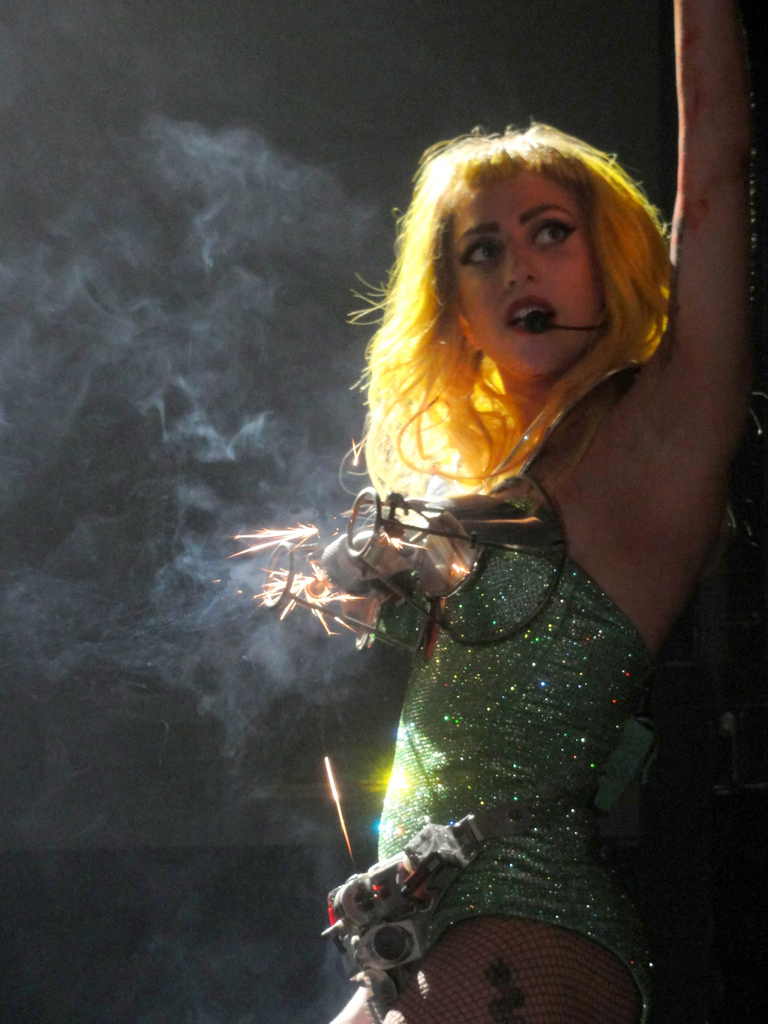
Paparazzi
Bad Romance
Born This Way és Judas

## Közreműködők
- Zenei rendező: Joe "Flip" Wilson
- Jelmezek, maszkok, kiegészítők: Haus of Gaga, Armani Prive', Jaiden rVa James, Gary Card, Rachel Barrett, Keko Hainswheeler, Atsuko Kudo, Charlie Le Mindu, Alex Noble, Zaldy, Alun Davies, Alexander McQueen, Noki
- Stylist: Nicola Formichetti
- Koreográfus: Laurie Ann Gibson
- Koreográfus asszisztens: Richard ("Richie") Jackson
- Táncosok: Michael Silas, Ian Mckenzie, Asiel Hardison, Graham Breitenstein, Mark Kanemura, Jeremy Hudson, Victor Rojas, Cassidy Noblett, Montana Efaw, Sloan Taylor-Rabinor, Amanda Balen, Molly D'amour
- A videók rendezője: Nick Knight
- A videók vágója: Ruth Hogben
- Szponzorok: Virgin Mobile USA,[111] Virgin Mobile Canada[112] (csak Észak-Amerikában)

### Zenészek
- Fő vokál, zongora, gitárszintetizátor, "Emma": Lady Gaga
- Háttérvokál: Posh! The Prince, Charity Davis, Ameera Perkins, Lenesha Randolph, Taneka Samone Duggan, Chevonne Ianuzzi, Jasmine Morrow
- Elektromos hegedű: Judy Kang
- Dobok: George "Spanky" McCurdy
- Hárfa: Rashida Jolley
- Billentyűsök: Brockett Parsons
- Gitár: Kareem Devlin, Ricky Tillo
- Basszusgitár: Lanar “Kern” Brantley
- Tamburin: Posh! The Prince

Forrás:

## Lásd még
- A legjövedelmezőbb turnék listája
- A legjövedelmezőbb női turnék listája